# Trébeurden
Trébeurden [tʁebœʁdɛ̃] est une commune française située dans le département des Côtes-d'Armor en région Bretagne.
Trébeurden est une station balnéaire bretonne sur la Manche, à l'entrée de la baie de Lannion, classée station touristique le 13 juin 1921. Elle correspond à la partie occidentale de la côte de granit rose. Ses principaux atouts sont ses sites naturels protégés, ses plages qui bénéficient pour deux d'entre elles d'une exposition sud et sud-ouest rare en Bretagne Nord, son port de plaisance doté d'un bassin à flot, son port municipal et ses autres mouillages.
Trébeurden se trouve sur le territoire de l'ancienne province du Trégor. Ses devises sont : « ar mor eo ma flijadur » (« la mer est mon plaisir ») et « S'attache, qui m'aborde ».

## Géographie

### Localisation

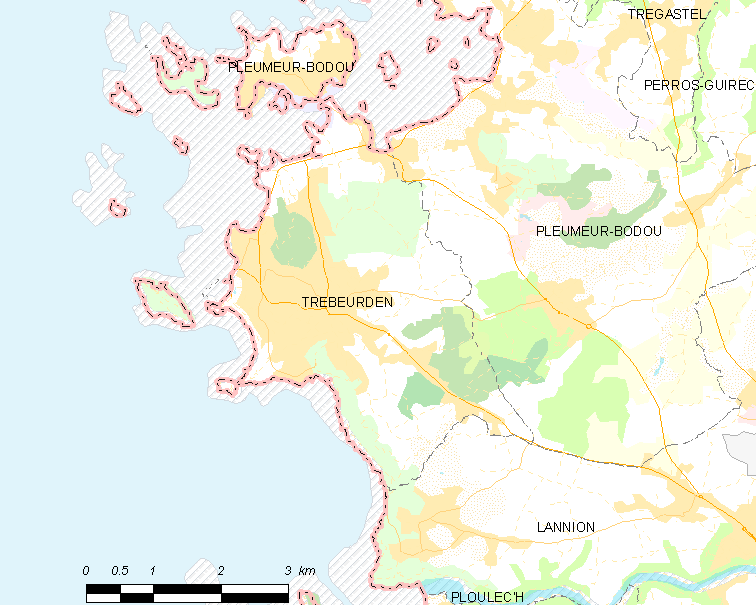
Carte de la commune de Trébeurden

Trébeurden est située au nord-ouest du département des Côtes-d'Armor. La commune est limitrophe de deux communes : Lannion 9,7 km et Pleumeur-Bodou 4 km et se trouve en situation littorale de la Baie de Lannion, laquelle fait partie de la Manche.
Le bourg de Trébeurden est distant de 44,5 km de Guingamp, de 75,5 km de Saint-Brieuc, de 180 km de Rennes, de 524 km de Paris, de 46,5 km de Morlaix et de 103 km de Brest.
Le port de Trébeurden est distant de 15 milles de Roscoff, de 45 milles de l'Aber Wrac'h, de 48 milles de Paimpol, de 82 milles de Brest, de 94 milles de Dartmouth, de 97 milles de Plymouth.

### Communes limitrophes
Les communes limitrophes sont Lannion et Pleumeur-Bodou.
|        |            | Pleumeur-Bodou |
| Manche | Trébeurden |                |
|        |            | Lannion        |

### Cadre géologique
Le massif granitique de Ploumanac'h s'étend sur 12 km de Trébeurden à Perros-Guirec et constitue l'un des plus beaux sites géologiques de France. Le pluton de Ploumanac'h (massif de roches intrusives magmatiques appelées roches plutoniques) est un exemple de pluton zoné, consistant en trois cercles concentriques résultant de l'intrusion successive de trois corps magmatiques :
– le cercle externe s'étend du chaos rocheux de Ploumanac'h à l'île Milliau à Trébeurden. On y trouve principalement le fameux granite rose à gros grain dit de la Clarté ;
– le cercle médian s'étend de la plage de Toul Bihan à Trégastel à la plage de Goas-Trez à Trébeurden. Elle est constituée d'un granite à grain plus fin, dit granite à Canton (Trébeurden) ;
– le cercle interne, cœur du massif, est constitué d'un granite à grain encore plus fin, le leucogranite de l'Île-Grande.
La presqu'île de Toëno (ou île Toenot), à Trébeurden, se trouve à la rencontre des trois types de granites du massif de Ploumanac'h.
L'inclusion granitique du massif de Ploumanac'h est bordée par des roches plus anciennes, constituées de granite cadomien de Perros-Guirec, daté à 615 millions d'années mais, à l'exception du sud de l'île Milliau, où elle est au contact direct avec les plus vieilles roches de France métropolitaine : les gneiss œillés icartiens de Pors-Raden, âgés d’environ 2 milliards d’années,.
L'inventaire national du patrimoine géologique a conduit à la classification des différents géosites de Bretagne. À Trébeurden, deux sites ont retenu l'attention (source : Liste des sites géologiques de Bretagne) :
| Intérêt  | Nom du site | Intérêt géologique                                                                                 | Image |
| -------- | ----------- | -------------------------------------------------------------------------------------------------- | ----- |
| National | Île Milliau | contact intrusif du granite de Ploumanac'h avec l’encaissant sédimentaire                          |       |
| Régional | Île Toëno   | relations géométriques et chronologiques entre les trois types de granite du massif de Ploumanac'h |       |

Une curiosité géologique : en 1978, Odile Guérin, géomorphologue, présente à l'Académie des sciences les résultats de son étude sur une curiosité géologique rencontrée sur l'estran de l'île Molène à Trébeurden. Il s'agit d'un ellipsoïde de révolution dans sa marmite (3 tonnes, 1,40 m de longueur, 1,30 m de largeur et 1 m de profondeur). L'Académie l'authentifie comme étant le plus gros galet du monde.
Au milieu de la promenade de Tresmeur  une rose des vents, le Géosolmar, inclut, entre autres, un cadran solaire de type horizontal analemmatique inverse de forme circulaire. La circonférence de la rose comporte 24 pierres différentes, toutes provenant de Trébeurden, et dont l'âge s'étage de 2 milliards à 100 millions d'années. Le cadran est dit "inverse" car, pour indiquer l'heure, la personne doit se déplacer sur la circonférence pour faire coïncider son ombre avec le point de l'échelle des dates du mois en cours. Sur un cadran classique la personne se place sur l'échelle des dates et l'intersection de son ombre avec la couronne donne l'heure. Outre l'heure solaire, la surface de la rose indique les coordonnées géographiques, la direction du champ magnétique, l'altitude (terrestre et marine), les directions de lever et coucher du soleil et de la lune et fournit des paramètres sur les marées,.
Un minéral de la famille des rouilles vertes a été dénommé trébeurdenite car il a été identifié pour la première fois à Trébeurden.

### Hydrographie
Pour un article plus général, voir Réseau hydrographique des Côtes-d'Armor.

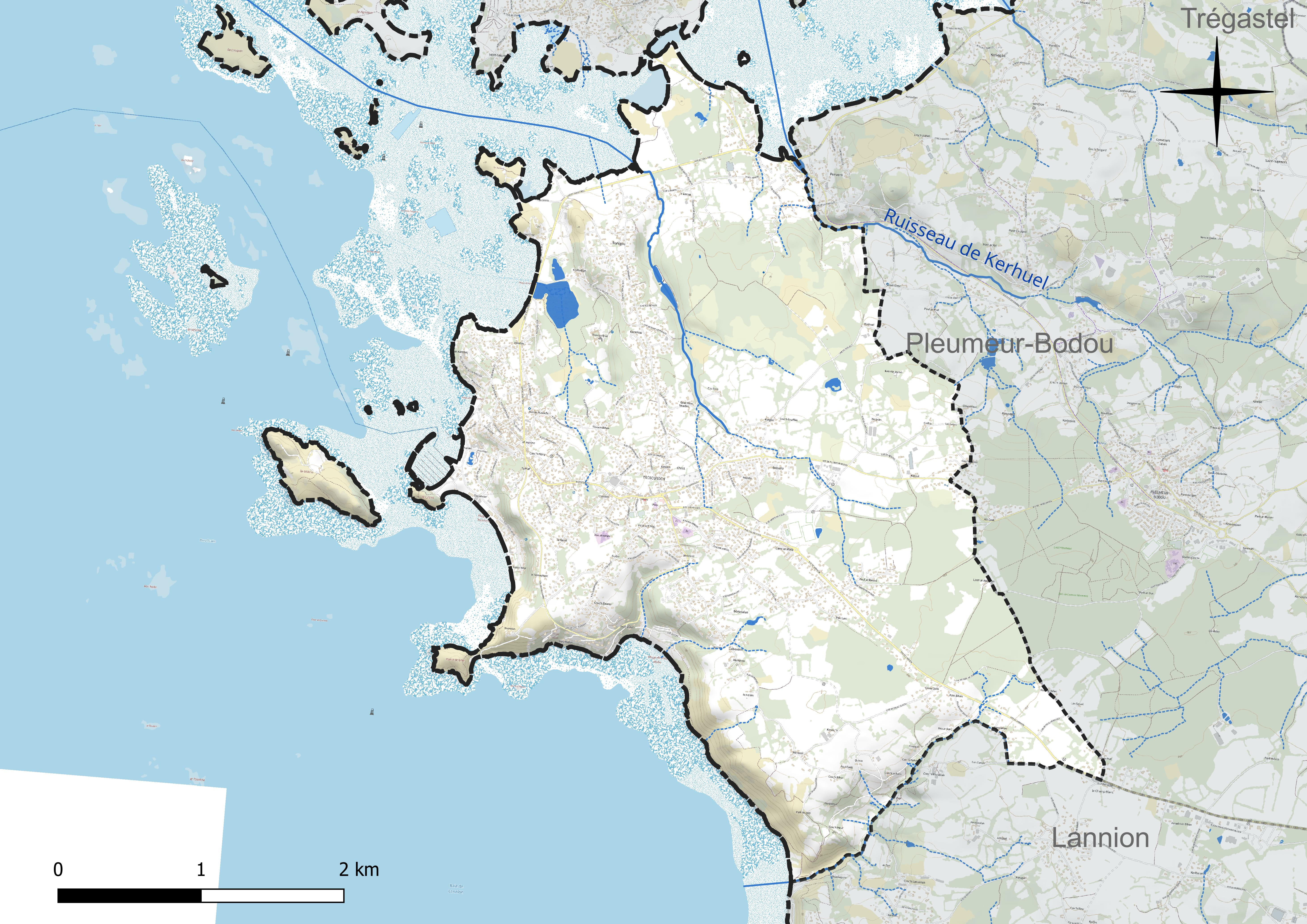
Réseau hydrographique de Trébeurden.

Le ruisseau de Goas Lagorn sépare les communes de Lannion et Trébeurden. En 1931, une prise d'eau est effectuée dans ce ruisseau près de la route Lannion-Trébeurden. La conduite va alimenter le bourg, la rue des Plages, les rues de Molène et Trozoul, puis Lan-Kerellec et Tresmeur. Neuf bornes fontaines sont implantées. C'est le début d'un réseau urbain des eaux à Trébeurden. Le ruisseau de Kerhuel prend sa source au centre de la commune de Pleumeur-Bodou et sépare les deux communes à la fin de son parcours entre Saint-Uzec et l'étang côtier de Penvern. L'étang de Penvern est la propriété des deux communes dont l'avis diverge quant à l'avenir du lieu qui a souffert de pollution par le passé. Pleumeur serait favorable à un curage, Trébeurden au retour à un marais maritime. Le ruisseau de Goas Meur traverse la commune, de Poul Ranet au sud-est jusqu'au marais du Notenno au nord. Il passe près du manoir de Kerariou aux environs duquel deux bassins de lagunage récupèrent les eaux traitées de la station d'épuration de Trovern Braz pour un séjour d’aération et d’oxygénation de 30 jours environ.Un permis de construire a été accordé en mars 2022 en vue de l’extension des capacités de la station d’épuration. En raison de l'insuffisance de la structure actuelle, la délivrance de permis de construire avait été suspendue durant 2 ans dans la commune. La nouvelle station, compacte, avec deux à trois fois moins d’emprise au sol qu'une station ordinaire, sera la 8e en France à utiliser la technologie des boues granulaires.
Plusieurs zones humides côtières bordent la commune : le marais du Notenno au nord, le marais du Quellen au nord-ouest. Le jardin de Ker Nelly près de Trozoul fut d'abord un terrain marécageux avant d'être rattaché à la propriété privée de la villa Ker Nelly. Il fut aménagé en jardin autour d'un lac avant de devenir le jardin public d'aujourd'hui.
Le nom de plusieurs lieux-dits de la commune permet d'identifier la présence passée ou actuelle de mares ou d'eaux stagnantes : Poul Ranet, Poul ar Bellec, Poul ar Christenien. Certains ont émis l'hypothèse que ce dernier lieu fut un lieu de baptême lors de l'évangélisation de la population par les moines bretons ayant traversé la Manche, tel le supposé Milliau ayant peut-être résidé sur l'île du même nom.
En 2005, 35 fontaines ont été inventoriées par l'office de tourisme de Trébeurden, parmi lesquelles deux ont été depuis détruites. Deux fontaines de dévotions sont encore visibles dans l'espace public. La fontaine de dévotion édifiée en 1696, dite fontaine de Bonne-Nouvelle, restaurée dans les années 1970, servait encore de lavoir dans les années 1920. La fontaine de dévotion de Penvern date elle de 1801.
Le routoir de Saint-Uzec situé sur un terrain communal entre les chapelles de Penvern et de Saint-Uzec était utilisé pour le rouissage du lin et du chanvre, qui était une activité importante dans la région. Il mesure 15 mètres de long sur 5, dans le sens de la pente du ruisseau. Il est situé au bord d'un chemin creux, difficile d'accès.
Enfin de nombreux puits sont encore présents sur le territoire de la commune, montés en moellons de granite dans le style propre à la région. La plupart d'entre eux datent du XIXe siècle et sont dans l'espace privé.

#### Le marais du Quellen
Le marais du Quellen, vaste de 22 hectares, est un marais d'eau douce, séparé de la mer par des dunes de sable ; il fut exploité pendant plusieurs siècles à des fins agricoles et ce jusqu'à la Seconde Guerre mondiale. Inexploité ensuite, il est acheté en 1983 par le département des Côtes-d'Armor et est classé "espace naturel sensible". Il bénéficie d'une gestion éco-pastorale, des chevaux camarguais assurant la tonte de la végétation. Une boucle de 3 km de long, avec de nombreux pontons de bois sur pilotis, permet de le visiter à pied sec.

### Climat
Pour des articles plus généraux, voir Climat de la Bretagne et Climat des Côtes-d'Armor.
En 2010, le climat de la commune est de type climat océanique franc, selon une étude du CNRS s'appuyant sur une série de données couvrant la période 1971-2000. En 2020, Météo-France publie une typologie des climats de la France métropolitaine dans laquelle la commune est exposée à un climat océanique et est dans la région climatique Finistère nord, caractérisée par une pluviométrie élevée, des températures douces en hiver (6 °C), fraîches en été et des vents forts. Parallèlement l'observatoire de l'environnement en Bretagne publie en 2020 un zonage climatique de la région Bretagne, s'appuyant sur des données de Météo-France de 2009. La commune est, selon ce zonage, dans la zone « Littoral », exposée à un climat venté, avec des étés frais mais doux en hiver et des pluies moyennes.
Pour la période 1971-2000, la température annuelle moyenne est de 11,2 °C, avec  une amplitude thermique annuelle de 10,2 °C. Le cumul annuel moyen de précipitations est de 910 mm, avec 15,5 jours de précipitations en janvier et 7,6 jours en juillet. Pour la période 1991-2020, la température moyenne annuelle observée sur la station météorologique la plus proche, située sur la commune de Lannion à 9 km à vol d'oiseau, est de 11,6 °C et le cumul annuel moyen de précipitations est de 929,5 mm,. Pour l'avenir, les paramètres climatiques de la commune estimés pour 2050 selon différents scénarios d’émission de gaz à effet de serre sont consultables sur un site dédié publié par Météo-France en novembre 2022.

### Sismicité
Trébeurden est en zone de sismicité faible (2 sur 5) selon la carte de zonage du risque sismique en France (2011).
La Bretagne a connu 1145 séismes de 1980 à décembre 2016. Sur cette période, un séisme est survenu sur le territoire de la commune, un autre à quelques kilomètres au large des côtes, sans occasionner aucun dégât particulier :
- Le dernier séisme sur le territoire de la commune a eu lieu le 31 décembre 1998. Il était d'une magnitude de 2,4[31] sur l'échelle de Richter (épicentre à environ 1 km au sud du bourg).
- Un séisme a lieu au large de la commune le 14 février 1985. Il était d'une magnitude de 3[32] sur l'échelle de Richter (épicentre en mer à environ 8 km au nord de la commune).

### Marées

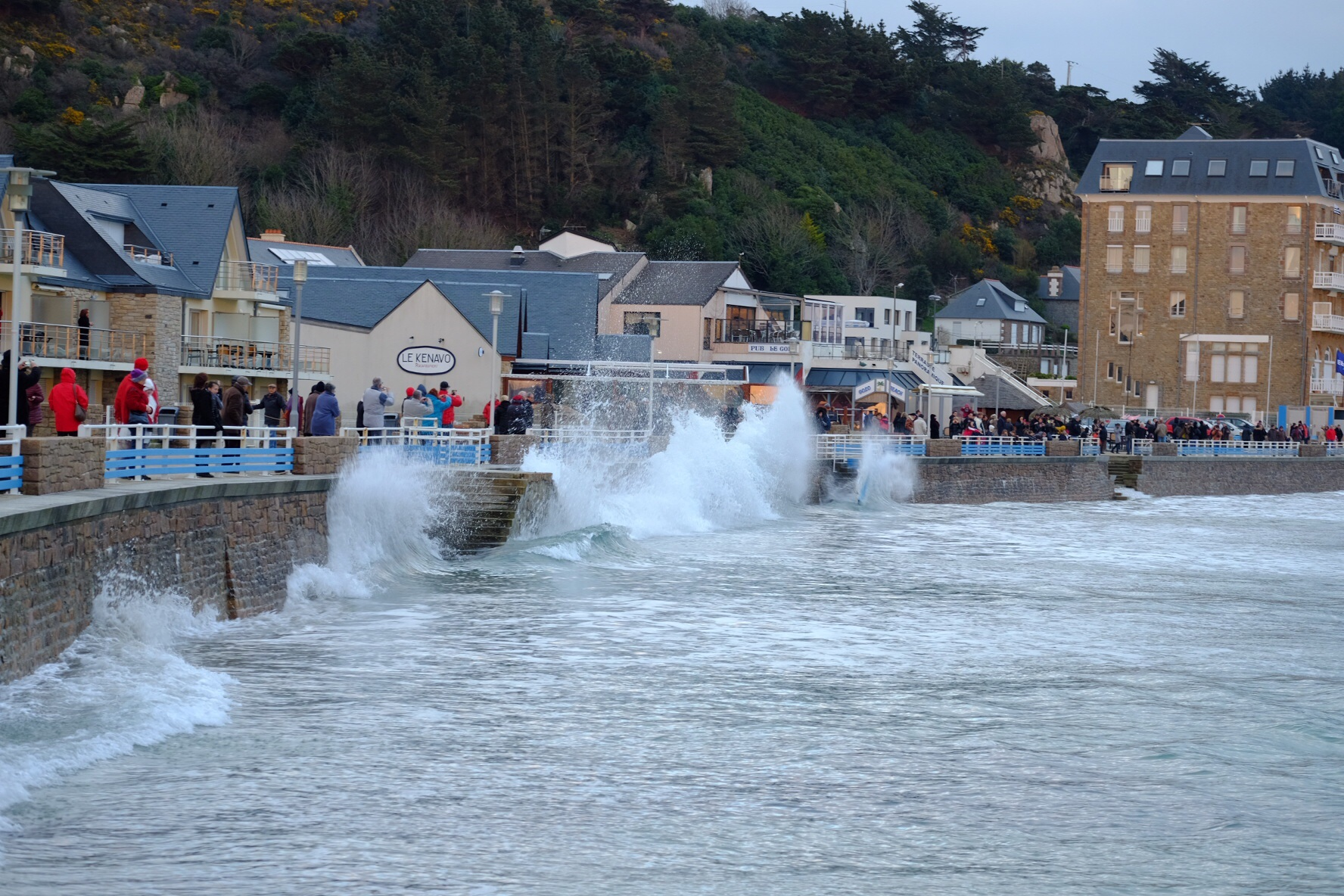
La marée du siècle, plage de Tresmeur le 21/3/2015, 19h09, coefficient 119

À Trébeurden, à l'occasion des marées d'équinoxe, le marnage maximum est d'environ 9,40 m (exemple de la marée du 10 septembre 2014 de coefficient 115). Le marnage correspond à la différence de hauteur d'eau mesurée entre les niveaux d'une pleine mer et d'une basse mer consécutives. En comparaison, le marnage maximum de quelques ports de Bretagne nord (à la même date) : Saint-Malo 12,85 m, Erquy 12,25 m, Saint-Quay-Portrieux 11,85 m, Perros-Guirec 9,75 m, Roscoff 9,15 m.
Les grandes marées voient affluer les pêcheurs à pied sur les lieux de grève, à Goas-Trez ou à la passe du Castel par exemple, quand la réglementation, pour des raisons sanitaires, ne limite pas cette activité immémoriale. Il y a aussi une réglementation relative à la taille des coquillages. En juillet 2013, la taille minimale autorisée à la pêche des palourdes est de 4 cm. Pour les coques, 3 cm.
Un contrôleur départemental des pêches effectue régulièrement un contrôle des pêches sur l'estran. C'est l'occasion de sensibiliser les pêcheurs à la protection des espèces. Les marées dites du siècle, d'un coefficient supérieur à 118, découvrent au-delà des limites habituelles. À Trébeurden, on est supposé pouvoir aller à pied jusqu'à l'île Molène. Si elles sont attendues impatiemment par les pêcheurs, elles sont redoutées par les riverains. Au XXe siècle, la plus grande marée fut enregistrée le 27 mars 1967, malheureusement quelques jours après le naufrage du Torrey Canyon qui occasionna la marée noire qui souilla les côtes du Trégor, dont Trébeurden.
La dernière marée du siècle a eu lieu le 21 mars 2015 avec un coefficient de 119.

## Urbanisme

### Typologie
Au 1er janvier 2024, Trébeurden est catégorisée bourg rural, selon la nouvelle grille communale de densité à 7 niveaux définie par l'Insee en 2022.
Elle appartient à l'unité urbaine de Trébeurden, une unité urbaine monocommunale constituant une ville isolée,. Par ailleurs la commune fait partie de l'aire d'attraction de Lannion, dont elle est une commune de la couronne,. Cette aire, qui regroupe 40 communes, est catégorisée dans les aires de 50 000 à moins de 200 000 habitants,.
La commune, bordée par la Manche, est également une commune littorale au sens de la loi du 3 janvier 1986, dite loi littoral. Des dispositions spécifiques d’urbanisme s’y appliquent dès lors afin de préserver les espaces naturels, les sites, les paysages et l’équilibre écologique du littoral, tel le principe d'inconstructibilité, en dehors des espaces urbanisés, sur la bande littorale des 100 mètres, ou plus si le plan local d’urbanisme le prévoit.

### Occupation des sols

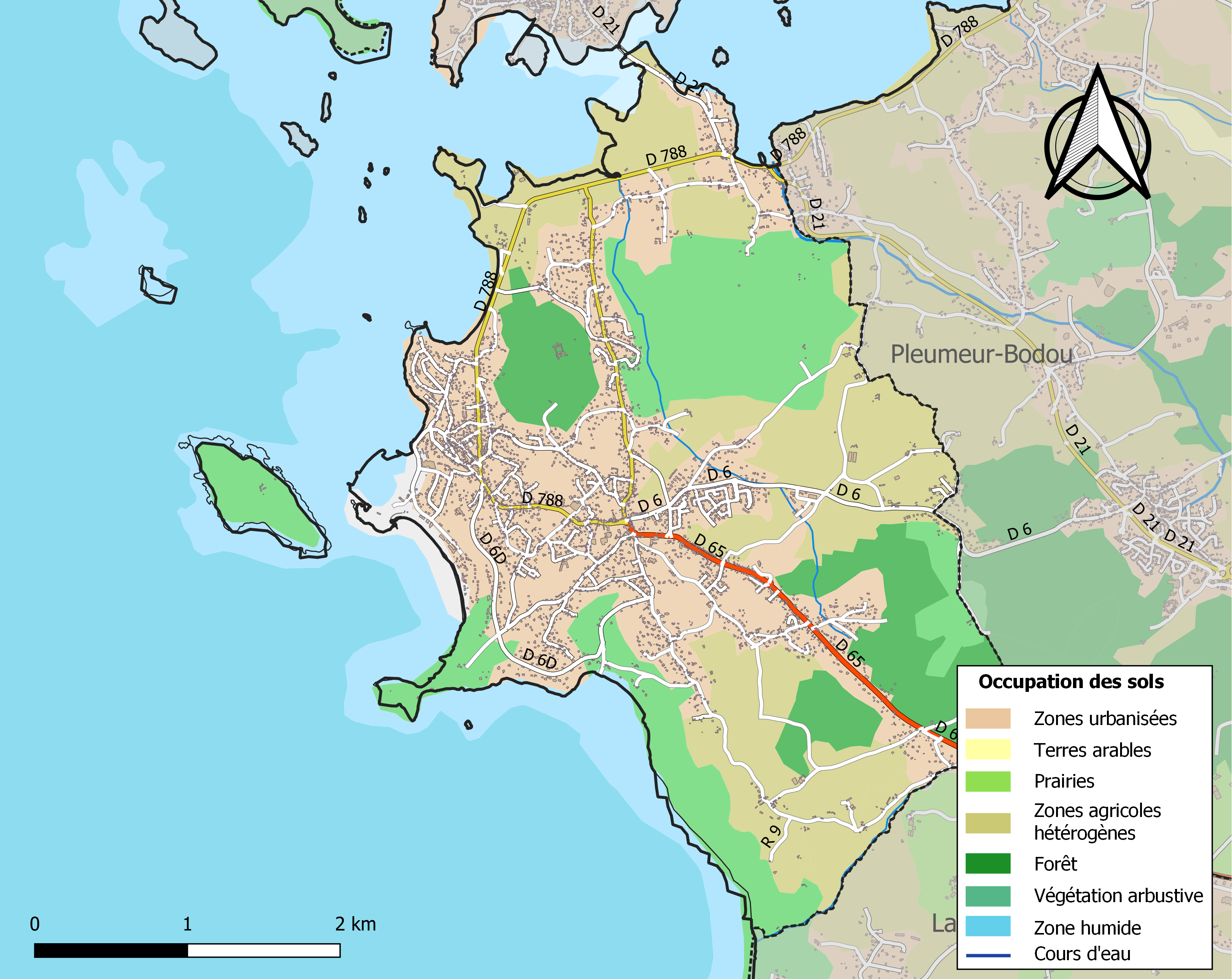
Carte des infrastructures et de l'occupation des sols de la commune en 2018 (CLC).

L'occupation des sols de la commune, telle qu'elle ressort de la base de données européenne d’occupation biophysique des sols Corine Land Cover (CLC), est marquée par l'importance des territoires artificialisés (36,4 % en 2018), en augmentation par rapport à 1990 (32,2 %). La répartition détaillée en 2018 est la suivante : 
zones urbanisées (36,4 %), zones agricoles hétérogènes (29,1 %), milieux à végétation arbustive et/ou herbacée (21,1 %), forêts (11,2 %), zones humides côtières (1,4 %), espaces ouverts, sans ou avec peu de végétation (0,8 %), prairies (0,1 %). L'évolution de l’occupation des sols de la commune et de ses infrastructures peut être observée sur les différentes représentations cartographiques du territoire : la carte de Cassini (XVIIIe siècle), la carte d'état-major (1820-1866) et les cartes ou photos aériennes de l'IGN pour la période actuelle (1950 à aujourd'hui).

### Hameaux, lieux-dits
Jean-Baptiste Ogée, ingénieur géographe du XVIIIe siècle a publié un Dictionnaire historique et géographique de la province de Bretagne en quatre volumes en 1778-1780, qui contient une notice relative à Trébeurden. À cette occasion, il établit une liste des villages de la commune. La graphie d'origine, souvent légèrement différente de celle d'aujourd'hui, est ici conservée : 
Run-ar-Guern, Dibidolo, le Bris, Keralegant, Roc'h-Crénan, Rugoulouern, Kerhellen, Trovern-Bras, Kerellec, Lucas-Guillou, Trovern-Bihan, Bonne-Nouvelle, le Christ, Kergam, Gaffric, Guiller, Coz-Forn, Kerglée, Kerario-Jacob, le Creic, Keroult, Lez-Leino-Huellan, Penn-Lan, Kernevez, Keravel, Quinio, Kerdonic, Crec'h-an-Forn.
L'ouvrage établit la surface totale de la commune à 1 340 ha, dont les terres labourables 594 ha, prés et pâturages 53 ha, bois 3 ha, landes incultes 617 ha, superficie des propriétés bâties 10 ha (non imp. 61 ha). On compte 6 moulins (dont les moulins à vent de Trovern, de Keravel, de Kerroc'h et du Hellen et le moulin à eau de Goazagoar) et 2 manoirs (Trovern et Kerariou).

### Voies de communication et transports

#### Infrastructures routières
Au sud-est, la D65 relie Trébeurden (bourg) à Lannion. Elle traverse la commune en passant par le quartier de Pen-Lan à l'entrée de l'agglomération.
La D788 relie Trébeurden aux stations balnéaires de la côte de granit rose : Trégastel et Perros-Guirec. Elle relie le bourg de Trébeurden, par la rue des Plages, à la place de Crec'h Héry, lieu d'une part importante de l'activité commerçante (marché hebdomadaire) et accès principal au port et plages de Tresmeur et Pors-Termen. La D788 rejoint ensuite la plage de Goas-Treiz, Toëno et enfin Penvern. La D788 est communément appelée route de la Corniche. Primitivement construite de Perros-Guirec à Trégastel de 1911 à 1918, elle fut prolongée jusqu'à Trébeurden (travaux de 1927 à 1933). C'est vers 1960, à l'initiative de la commune que sera réalisé le tronçon partant de la place Crec'h Héry à la plage de Pors-Mabo (la départementale D6D) nommé route de la Corniche de Pors-Mabo. Une grande partie du parcours des 20 km de la Côte de granit rose se déroule sur le tracé de la D788.
La D6 relie Trébeurden au bourg de Pleumeur-Bodou. Au nord, la D21 relie Penvern à l'Île-Grande.
Le trafic moyen quotidien en 2021 sur la D65 est de 6782 véhicules dont 222 poids lourds. Sur la D788, il est de 3279 véhicules dont 108 poids lourds.

#### Infrastructures ferroviaires
La gare SNCF TGV Lannion est à 9,9 km.
La gare SNCF TGV Guingamp est à 44 km.
La gare SNCF TGV Plouaret-Trégor est à 24,5 km.

#### Infrastructures aéroportuaires
L'aéroport de Lannion est à 8,8 km.
L'aéroport de Brest-Bretagne est à 93 km.

## Toponymie
Le nom de la localité est attesté sous les formes Treberden en 1268, Trebreden fin du XIVe siècle, en 1461, 1486 et en 1540, Treberden en 1543.
La première mention Treberden apparaît dans une charte de l'abbaye de Bégard en 1268, où la localité est citée comme paroisse du diocèse de Tréguier. Régis de Saint-Jouan, ancien directeur des archives du département signale dans un de ses ouvrages que Trébeurden est identifié par cette graphie Treberden jusqu'au XVIIIe siècle, époque où les deux graphies cohabitent. Un document cartographique manuscrit datant de la fin du XVIIIe siècle répertorié au catalogue général de la Bibliothèque nationale de France en témoigne.
Le premier élément Tré- représente le vieux breton treb « lieu habité » (moyen breton treff « ville, village ») qui désigne aussi une trève, une subdivision de paroisse. Tre- est aussi un élément de composition des toponymes très fréquent en Cornouaille britannique désignant généralement des hameaux.
Le second élément est plus obscur. Le cartulaire de Landévennec, manuscrit rédigé en latin daté du IXe  au  XIe siècle, cite plusieurs fois un lieu nommé Lan Preden, à rapprocher du terme gallois Prydain, Prydein ou Prydin désignant simplement la Bretagne insulaire mais pouvant également faire référence à un moine ayant traversé la Manche au VIe siècle et ayant laissé de son passage sa trace dans plusieurs toponymes dont Trébeurden, Loc Preden ou Lopréden à Plouénan, Preden à Riec-sur-Belon, ainsi que la commune de Rosporden « colline de Preden ». Sur ce principe, saint Miliau a effectué un parcours semblable allant possiblement de l'Île Milliau à Ploumilliau puis Guimiliau. Un historiographe local, Benjamin Jollivet, a émis au XIXe siècle une autre hypothèse en proposant une traduction de Trébeurden de l'ancien breton : « trêve des petits hommes », qui ne semble pas avoir été confirmée depuis.

## Histoire
Trébeurden (Tréberden) est un démembrement de l'ancienne paroisse primitive de Pleumeur-Bodou. La fondation de l'agglomération de Trébeurden, d'après les documents les plus anciens que l'on puisse trouver, doit remonter au début du XIe siècle. La paroisse de Trébeurden (ancien diocèse de Tréguier) est citée comme paroisse dans une charte de l'abbaye de Bégard en 1268 (Archives des Côtes-d'Armor). Aucune trace ne subsiste du prieuré relevant de l'abbaye de Bégard et établi en Penlan en 1243. Dès le XIVe siècle, Trébeurden est mentionné comme port de pêche.

### Des origines aux migrations bretonnes

#### Préhistoire
Les premières traces d'occupation humaine sur la commune remontent à l'épipaléolithique (à partir de 12500 av. J.-C.). Cette époque est marquée par la fin des temps glaciaires et un radoucissement généralisé. Le mode de vie des groupes humains d'alors est encore celui des chasseurs-cueilleurs mais il s'accompagne de la modification des pratiques de chasse : développement de la chasse individuelle, à l'affût et exploitation de ressources plus diversifiées. Une étude menée sur l'estran du Runigou à l'île Grande vers 1977 par Michel Le Goffic, archéologue, a permis de certifier leur présence à l'azilien (environ 10000 av. J.-C.),.
Au néolithique (4500 av. J.-C. à 2000 av. J.-C.), c'est la sédentarisation et l'apparition de l'agriculture. De cette époque datent les mégalithes encore présents sur la commune. Des traces subsistent sur l'estran d'anciennes pêcheries de pierre, toujours visibles lors des grandes marées, comme à Pors Termen,. Un atelier de briquetage destiné à l'exploitation du sel, datant de l'âge du bronze (2000 av. J.-C.), a été identifié à Trozoul.

#### L'époque romaine
L'élite gauloise va jusqu'à adopter l'organisation socio-administrative romaine (coutumes, culture, religion...). L'axe de circulation reliant Trébeurden à Pleumeur-Bodou est créé. De nouveaux matériaux de construction, comme la tuile ou le ciment, vont être employés. Dès le IIIe siècle les incursions des pirates saxons se font de plus en plus fréquentes, facilitées par la décadence de l'Empire romain qui ne protège plus efficacement sa périphérie ; des paysans pressurés, révoltés, quitteront la région.

#### Les migrations bretonnes
La contrée connaît une vague de migrations bretonnes, du IIIe siècle au VIIIe siècle. De nombreux bretons de Grande-Bretagne débarquent sur nos côtes, et y introduisent le christianisme. Leur présence suscite un impact important dans la région : les noms de Trébeurden et Milliau ont pour origine Preden et Meilaw, noms de deux moines gallois.

### Du Moyen Âge à l'Ancien Régime

#### La féodalité
L'Église séculière se réorganise. La grande paroisse de Pleumeur accorde à Trébeurden son autonomie. Certains ordres monastiques nouveaux, dont la notoriété était croissante, exercent leur influence sur Trébeurden (comme l'ordre du Temple, ou encore les cisterciens qui fondent en 1130 l'abbaye de Bégard). Les moines de Bégard furent les principaux seigneurs de Trébeurden.
Trébeurden avait pour maisons nobles: Kaëraziou (Keraziou), Tranguern (Traonvern), Lesleinou, Keravel, Kerglezrec fondue dans Villeneuve-Crézolles, Miléau, Penlan (qui fut donnée à l'abbaye de Bégard), Mesanhay, Caric, Le Borgne, Clisson, Saliou, Goasbriant.

### Révolution française
L'ancienne société et la royauté s'effondrent pour laisser place à la République. Jean-Claude Coquart, recteur de la paroisse, devient le premier maire de Trébeurden le 8 février 1790. S'étant sans doute rétracté après avoir prêté serment à la constitution, il part en exil à Jersey. Avec la Révolution française, les réquisitions et les pillages sont fréquents et de nombreux biens appartenant aux seigneuries sont vendus.

#### Les prêtres au temps de la Révolution
L'histoire tumultueuse et parfois tragique des prêtres du Trégor ayant fréquenté la paroisse de Trébeurden durant la Révolution est reconstituée et synthétisée par les notices biographiques sur chacun des prêtres de la région disponibles dans les archives diocésaines,.
François-Marie Nayrod, recteur de Trébeurden à partir de 1778 éprouve en 1785 quelques tracasseries de la part d'un notaire nommé Le Guillouzer. Il permute avec Jean-Claude Cocquart, recteur de Prat. Ce dernier devient le premier maire de Trébeurden le 8 février 1790. Il le sera au moins jusqu'au 21 octobre 1791 (dernier acte civil enregistré). S'étant sans doute rétracté après avoir prêté serment, il se réfugie d'abord à Tréguier avant de partir à Jersey en septembre 1792, puis en Angleterre (1801-1802). Il meurt à Guingamp le 12 pluviose an XI à 69 ans. Le vicaire de Trébeurden François Le Montreer, nommé en 1788, devient vicaire de Pleumeur-Bodou de 1790 à juin 1791. Il refuse le serment et s'exile à Jersey. Il rentre à Rospez, où il est né, en 1800. Louis Guenveur, curé de Trébeurden à partir d'octobre 1791, s'assermente puis se rétracte. Il est arrêté le 1er thermidor an VI à Plouaret. Il est incarcéré à Guingamp le 18 juillet 1798, condamné par le directoire des Côtes-du-Nord à la déportation comme assermenté rétracté le 2 mai 1799 et déporté sur l'île de Ré. Il finit par prêter serment et devient recteur de Tréglamus en 1804. Le 28 juillet 1792, Pierre Audy, tailleur de pierre de l'Île-Grande et deux matelots trébeurdinais Yves Larher et Michel Rolland emmènent le recteur de Perros-Guirec, recherché par la Garde nationale, des Sept-Îles, où il s'était réfugié, à Jersey. Il avait refusé de baptiser l'enfant d'un républicain. Jacques Jan, né à Trébeurden, vicaire de Brélévenez, refuse le serment. Il est arrêté chez son frère à Trébeurden au milieu de l'année 1793; condamné à la déportation en Afrique, il est finalement condamné à la déportation sur les pontons de Rochefort le 8 mars 1794 et mourra durant le voyage. En mars 1794, Pierre-Marie Nayrod, frère de l'ancien recteur de Trébeurden, élu curé constitutionnel de Pleumeur-Bodou le 17 juin 1791, se noie avec cinq autres personnes près de l'île Milliau. Ollivier-François Le Bricquir, précédemment curé constitutionnel de Perros-Guirec, fut nommé curé de Trébeurden de 1795 à 1800 et ne fut semble-t-il pas inquiété. Joseph Hémeury fut recteur de Trébeurden de 1802 à 1829. Il avait refusé le serment et s'était exilé à Jersey. L'abbé Augustin Le Clech quitte sa paroisse de Plestin en décembre 1791. Après plusieurs années de clandestinité, il se résout à l'exil. L'après-midi du 19 juin 1794, il s'embarque à Trébeurden sur un bateau de louage qui devait le mener jusqu'à un sloop paré à faire voile pour l'Angleterre. Mais assailli par le gros temps, le bateau est forcé de regagner la côte vers Plougasnou. À Morlaix, il se réfugie chez deux femmes, dont l'une âgée de 80 ans. Deux jours après - sans doute sur dénonciation - il est découvert lors d'une perquisition. Le prêtre et les deux femmes sont arrêtés, condamnés par le tribunal criminel de Brest et exécutés le 1er juillet 1794.

### LeXIXesiècle

#### La forêt sous-marine de Tresmeur
On doit au comte de la Fruglaye, amateur éclairé en géologie, la découverte du site géologique de l'île Milliau reconnu aujourd'hui d'intérêt national. En février 1811, à la suite « d'horribles ouragans», il part à la recherche d'un gisement d'agates en galets roulés précédemment observées sur ce même site. À cette occasion, il observe que les tempêtes ont provoqué un stupéfiant amaigrissement de la plage : sous le sable emporté par la mer affleure « un terrain noir labouré par de longs sillons ». Plus tard, il reviendra plusieurs fois sur son observation, en citant « la grève de Trébeurden» et « les débris de la forêt sous-marine». Dans une étude publiée en 1991, Louis Chauris, directeur de recherche au CNRS, rapporte ainsi ce qui est la première description précise d'une tourbière submergée sur le littoral breton. Depuis, plusieurs sites ont été identifiés, dont ceux de Plougasnou et de Locmariaquer. Louis Chauris identifie de façon indiscutable la plage de Tresmeur et précise que pour que la tourbière soit visible à nouveau il faudrait la conjonction de fortes tempêtes et de marées exceptionnelles.

#### La création de l'école publique
Une école publique est créée en 1830. En 1845, le premier bâtiment de l'actuelle école primaire publique a été construit à l'intersection de la rue du Stade et de la rue de Kernévez. Il regroupait alors la mairie et une école mixte devenue plus tard l'école communale des garçons. L'école a été agrandie une première fois de 1879 à 1881, puis une seconde fois, à partir de 1930, par les architectes lannionnais Claude-Joseph Lageat et Yves Audigou. La cantine scolaire a été construite en 1935 par l'architecte Jean Le Corre. L'ancienne école communale des filles située à l'intersection des rues de Kerariou et de Trovern Bihan a été construite en 1888 et agrandie vers 1914-1916 par Claude-Joseph Lageat. Elle porte l'inscription Maison - D'école Des Filles - Mr Ropers - Maire - 1888.

#### Renan et le souvenir de la Révolution de 1830
Ernest Renan effectua plusieurs séjours chez son oncle Joseph Morand, avocat à Lannion, au manoir de Trovern. En 1886, il rapporte au jeune Maurice Barrès ce souvenir de 1830 :
« Je vois encore notre banc de pierre abrité de la brise, et les vagues qui se pressaient. Je lisais Télémaque… Et une vieille femme accourut disant : «Ar revolution so e Paris ! La révolution est à Paris ! ». Nous restâmes désespérés, à cause de mon frère Alain qui était là-bas, et nous pensions qu'on allait tout tuer. » 
Toujours à Maurice Barrès : « Vous voulez savoir d'un vieil homme s'il est heureux… Le vieil homme vous montrera que son bonheur est la certitude qu'il n'a pas démérité du petit garçon de Trébeurden, qui lisait Télémaque à sa mère auprès de l'Océan. »

#### La trombe de 1836
Dans la nuit du 29 au 30 janvier 1836, un phénomène météorologique de très grande intensité traverse la commune. Une vingtaine de maisons sont détruites, à Trozoul, ainsi que le sémaphore de Bihit, et l'on dénombre plusieurs victimes. Si la mémoire locale parle d'un raz-de-marée, il s'agit plus sûrement d'une trombe marine, telle que décrite dans les publications scientifiques contemporaines de l'évènement, peut-être accompagnée très localement d'une montée des eaux. Antoine Becquerel, dans son ouvrage Traité expérimental de l'électricité et du magnétisme, et de leurs rapports avec les phénomènes naturels de 1840, considère le phénomène comme une trombe de terre. Des spécialistes d'aujourd'hui décrivent la trombe de Trébeurden comme une tornade de forte intensité (EF3 - soit des vents estimés de 220 à 270 km/h). À Trozoul, les maisons ne furent pas reconstruites. Les familles, de pêcheurs pour l'essentiel, s'installèrent à Bonne-Nouvelle. Le 18 février 1836, soit moins de trois semaines après l'évènement, un journal scientifique parisien L'Écho du monde savant décrit les faits :« La commune de Trébeurden, si cruellement ravagée, en 1832, par le choléra, a été, dans la nuit du 29 au 30 janvier, victime d'un terrible ouragan, et dévastée par une trombe. D'abord aperçue à la hauteur de l'île Milliau, cette trombe, dépassant presque aussitôt la pointe de cette île, entra sur la commune de Trébeurden qu'elle sillonna, l'espace d'une lieue, dans la direction du nord-est au sud-ouest. Talus, arbres, maisons, en un mot tout ce qui se trouvait sur le passage de cet effrayant météore fut en un instant renversé, déraciné, enlevé, dispersé ou détruit. C'est au point que le Sémaphore, bien que solidement construit, a disparu et semble, dit-on, arraché comme avec la main. On se fera une juste idée de la désolation de cette commune en apprenant que dix-neuf chaumières ont été détruites de fond en comble ; que sous les débris d'une seule, quatre enfants ont été écrasés».

#### Le sauvetage de l'île Molène
Le 14 février 1838, le recteur de Trébeurden, Pierre Le Luyer, sauva d'une mort certaine plus de 200 personnes occupées à la récolte du goémon et qui, en raison d'une longue et terrible tempête, s'étaient réfugiées, transies de froid sur l'îlot de Molène ; sur un frêle esquif, accompagné seulement d'un vieux marin, il porta des vivres et des vêtements et donna aux personnes réfugiées sur l'îlot l'appui de sa présence et l'exemple de son courage. Il reçut pour cette raison la Légion d'honneur le 21 août 1838.

#### Jurisprudence relative aux «terres vaines et vagues»
Le 14 juillet 1845, un arrêt de la Cour royale de Rennes est appelé à faire jurisprudence à l'occasion d'un litige opposant Mathurin Le Goff à la commune de Trébeurden au sujet de la propriété d'un terrain nommé palud de Trozoul. Il s'agit de déterminer le propriétaire d'anciennes terres vaines (sous la coutume de Bretagne, en droit féodal, ce terme désigne des terres, dépendantes d'un fief, mises à disposition de la population mais pouvant faire l'objet d'afféagement).
Exposé des faits : le 16 décembre 1774, Guy Prigent afféage de l'abbé de Bégard, seigneur du fief de Penlan, un terrain de plus de 7 hectares s'étendant de Trozoul à Tresmeur. Il fait clore le terrain afféagé mais les clôtures sont détruites la nuit par les habitants qui les réparent ensuite partiellement sous la menace de poursuite par le concessionnaire. Le terrain, qui se trouve désormais divisé en une partie enclose et une partie déclose, est revendu une première fois en 1807 puis en 1841. Le nouveau propriétaire conteste l'utilisation faite par les habitants de la partie déclose, pour le pacage des animaux, et parfois même de la partie enclose. Il réclame la reconnaissance de son entière propriété, en opposition à la commune. Il est dans un premier temps débouté et condamné aux dépens. Il fait appel et obtient gain de cause par l'arrêt qui fit jurisprudence : « Les communes, substituées aux anciens seigneurs dans la propriété des terres vaines et vagues de leurs fiefs, sont tenues de respecter les aliénations et concessions faites par ceux-ci»,.

#### L'habitat vers le milieu duXIXesiècle
Le peintre Jean-Louis Hamon (1824-1874) a habité un temps le quartier de Bonne Nouvelle à Trébeurden ; il en a fourni la description suivante : « La maison que nous habitions était, suivant l'usage du pays, précédée d'un tas de fumier, il y en avait plein la cour. On y voyait aussi des mares d'eau qui sentaient très mauvais. Notre demeure consistait en un simple rez-de-chaussée dont le sol était en terre, suivant l'usage. Il y avait trois lits, une table avec des bancs, une maie (meuble rustique servant à conserver le pain), un petit meuble fait par mon père surmonté d'un oratoire fait aussi par lui : un Crist en croix, un Saint-Joseph et une Vierge, le tout sculpté et peint par lui ; c'était magnifique ».

#### Trébeurden, port sardinier
La première usine à sardines de la baie de Lannion est créée à Locquémeau en 1880 par Charles Huon de Penanster. À Trébeurden, l'usine de Bihit est créée en 1882 par Rio et Le Gall, de la société des Conserves alimentaires, à Audierne. Des ouvrières du Finistère viennent former les ouvrières de Trébeurden. Cette usine de friterie et salaison était ravitaillée en fournitures, sel, rogue, merrains et huile par des caboteurs. La construction d'une cale dans l'anse sud de la presqu'île de Bihit, est projetée, pour faciliter le chargement et le déchargement. Le propriétaire, supposé participer à hauteur d'1/3 au projet approuvé par la chambre de commerce de Saint-Brieuc, fera échouer le projet. On compta jusqu'à 80 ouvriers en 1898, main d'œuvre essentiellement féminine. Le travail était particulièrement pénible et mal rémunéré comme dans toutes les usines du même type en Bretagne. Une statistique du ministère de la Marine pour l'année 1902 situe le nombre de pêcheurs à la sardine de Trébeurden à 182 (178 à Perros-Guirec, 120 à Lannion, 91 à Locquémeau). La grande crise sardinière de 1902 à 1912 marque un coup d'arrêt brutal à cette activité. Seule l'usine de Locquémeau poursuivra son activité jusque dans les années 1950. L'usine de Trébeurden ferme en 1909. Ses ruines sont aujourd'hui à peine visibles à quelques pas du sentier des douaniers.

#### Début du tourisme
De nouvelles routes et moyens de communication établis entre les différentes villes de la région vont permettre aux habitants de l'intérieur de se rendre sur la côte de plus en plus souvent (originaires des régions de Lannion et Guingamp). Des hôtels sont construits, et l'arrivée du chemin de fer à Lannion en 1887 favorise la venue du tourisme sur les côtes.
Dès 1896 Perros-Guirec fait pression pour empêcher une desserte ferroviaire de Trégastel, Pleumeur-Bodou et Trébeurden par crainte de promouvoir des stations balnéaires concurrentes.

#### Les premières régates

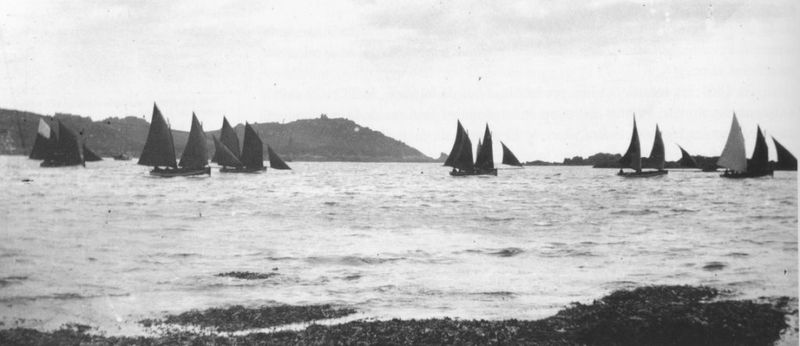
Régate de flambarts vers 1900 devant l'île Milliau

Les Archives départementales des Côtes-d'Armor conservent le programme des régates de Trébeurden de 1895 à 1913. Cette fête annuelle se déroulait chaque année un dimanche d'août ou de septembre, sous la présidence conjointe du député radical Paul Le Troadec, du sous-préfet de Lannion, d'Henry Mialaret (villa Ker Nelly) et quelques autres. On retrouve parmi les organisateurs et selon les années, le maire, l'adjoint au maire, les conseillers municipaux, les instituteurs, des pêcheurs ou marins et quelques notables lannionnais (deux avocats, un pharmacien, un notaire). Plusieurs ministères, mais aussi quelques résidents parmi les plus en vue, tels Henry Mialaret ou Lucie Jourdan (née Uro) en 1913, nouvellement propriétaire de l'île Milliau, offrent des récompenses. Il y a plusieurs courses à la voile mettant en concurrence les bateaux de pêche, goémoniers, sardiniers et les autres bateaux du port de Trozoul. En 1886, 31 bateaux de pêche sont recensés à Trébeurden. En 1900, ils sont 40. Ils sont gréés en flambart, en sloop ou parfois en simple canot à misaine. À partir de 1897, une course spécifique est réservée aux yachts de plaisance. Selon les années, sont proposées une course à la rame, une course de youyous, une course à la nage ou même une course de bicyclettes sur la plage de Tresmeur (à partir de 1908).
Les réjouissances se poursuivent au Bourg par une course des jeunes gens de Trébeurden, divers jeux, tel un mât de cocagne, et la remise des prix. La fête est ponctuée par un feu d'artifice dès 1895. Les dernières années, une retraite aux flambeaux est organisée du bourg aux Roches Blanches, où la soirée se termine par un bal à grand orchestre. L'ensemble montre la volonté de mêler la population aux réjouissances, initiées par les nouveaux résidents, les élus et notables de la région. Les régates reprendront, sous une forme plus ou moins identique, après la Grande Guerre.

### LeXXesiècle

#### La Première Guerre mondiale
Le monument aux morts de Trébeurden porte les noms de 60 soldats et marins morts pour la France pendant la Première Guerre mondiale.

#### L'Entre-deux-guerres
En 1920, les religieuses ouvrent une école réservée aux jeunes filles.
Trébeurden est classée station touristique le 13 juin 1921.

#### La Deuxième Guerre mondiale
Le monument aux morts de Trébeurden porte les noms de 36 personnes mortes pour la France pendant la Deuxième Guerre mondiale ; parmi eux Raymond Jaouen, résistant, arrêté le 3 février 1944 à Lyon, mort par étouffement dans le convoi ferroviaire dit "train de la mort" parti le 2 juillet 1944 de Compiègne à destination du camp de concentration de Dachau ; Pierre Le Maltret, matelot mort lors du naufrage du torpilleur Siroco le 31 mai 1940 torpillé par les Allemands près de Dunkerque; Marcel Briant, second maître mécanicien à bord du sous-marin Protée coulé par les Allemands le 18 décembre 1943 au large de La Ciotat ; des civils ont été tués par les Allemands, notamment Étienne et Marie Weillant dans la nuit du 6 au 7 juillet 1944, François Le Faucheur le 9 juillet 1944 et les 4 membres de la famille Léon le 17 juillet 1944 ; etc.
Cinq aviateurs britanniques morts le 4 avril 1941 lors du crash de leur avion alors qu'ils participaient à une mission d'attaque des croiseurs allemands Scharnhorst et Gneisenau stationnés dans le port de Brest sont inhumés dans le carré militaire du cimetière de Trébeurden.

#### L'après Seconde Guerre mondiale
René Coïc, soldat au 21e régiment d'infanterie coloniale est mort le 14 août 1949 au Tonkin pendant la Guerre d'Indochine et Henri Lejeune le 7 octobre 1960 pendant la Guerre d'Algérie.

## Politique et administration

### Rattachements administratifs et électoraux

#### Rattachements administratifs
La commune se trouve  dans l'arrondissement de Lannion du département des Côtes-d'Armor.
Elle était depuis 1793 incluse  dans le  canton de Perros-Guirec. Dans le cadre du redécoupage cantonal de 2014 en France, cette circonscription administrative territoriale a disparu, et le canton n'est plus qu'une circonscription électorale.
Trébeurden relève du tribunal d'instance de Guingamp, du tribunal de grande instance de Saint-Brieuc, de la cour d'appel de Rennes, du tribunal pour enfants de Saint-Brieuc, du conseil de prud'hommes 
de Guingamp, du tribunal de commerce de Saint-Brieuc, du tribunal administratif de Rennes et de la 
cour administrative d'appel de Nantes.

#### Rattachements électoraux
Pour les élections départementales, la commune fait partie depuis 2014 d'un nouveau  canton de Perros-Guirec
Pour l'élection des députés, elle fait partie de la cinquième circonscription des Côtes-du-Nord.

### Intercommunalité
Trébeurden est membre de la communauté d'agglomération dénommée  Lannion-Trégor Communauté, un établissement public de coopération intercommunale (EPCI) à fiscalité propre créé en 1995 et auquel la commune a transféré un certain nombre de ses compétences, dans les conditions déterminées par le code général des collectivités territoriales.

### Tendances politiques et résultats

#### Élection municipale de 2008
À l'élection municipale de 2008 de la commune de Trébeurden, le taux de participation au premier tour est de 74,23 %. La liste conduite par Michel Lissillour (Divers droite), maire sortant, obtient 39,35 % des voix exprimées, la liste conduite par Alain Faivre (Union de la gauche) 37,49 %, la liste conduite par Jacques Duglue (Divers droite) 14,10 % et la liste conduite par Gabriel Lopez (LMC) 9,06 %.
Au second tour de l'élection, le taux de participation est de 74,23 %. La liste conduite par Michel Lissillour (Divers droite) obtient 46,54 % des voix exprimées (20 sièges), la liste conduite par Alain Faivre (Union de la gauche) 44,62 % (6 sièges), la liste conduite par Jacques Duglue (Divers droite) 8,84 % (1 siège).

#### Élection présidentielle de 2012
À l'élection présidentielle de 2012, le taux de participation au premier tour est de 85,55 % à Trébeurden. François Hollande obtient 33,60 % des voix, Nicolas Sarkozy 25,65 %, Jean-Luc Mélenchon 12,02 %, Marine Le Pen 10,23 %, François Bayrou 10,97 % et Eva Joly 4,13 %, les quatre autres candidats recueillant chacun moins de 1,5 % des suffrages exprimés. Au second tour de l'élection, le taux de participation est de 85,79 % ; François Hollande obtient 59,16 % des suffrages exprimés et Nicolas Sarkozy 40,84 %. Le score de François Hollande à Trébeurden est très proche de celui réalisé dans le département des Côtes-d'Armor 59,19 %, légèrement supérieur à celui réalisé dans la région Bretagne 56,35 %.

#### Élection législative 2012
À l'élection législative de 2012 de la cinquième circonscription des Côtes-d'Armor, le taux de participation au premier tour est de 62,39 % sur la commune de Trébeurden. Corinne Erhel (PS) obtient 45,66 % des voix exprimées, Xavier Lec'hvien (UMP) 26,69 %, Jeanne-Marie Fernagut (FN) 8,53 %, Marie-Pascale Martin (Europe Écologie Les Verts) 8,29 % et Claudine Fejean (Front de gauche) 7,03 %, les cinq autres candidats recueillant chacun moins de 2 % des voix.
Au second tour de l'élection sur Trébeurden, le taux de participation est de 59,90 %. Corinne Erhel est élue avec 63,46 % des suffrages exprimés et Xavier Lec'hvien obtient 36,54 %. Sur l'ensemble de la circonscription, les résultats sont très proches (63,97 % contre 36,03 %).

#### Élection municipale de 2014
27 sièges sont à pourvoir au conseil municipal, 3 sièges au conseil communautaire. Les nuances des listes signalées sont celles du ministère de l'Intérieur.
À l'élection municipale de 2014 de la commune de Trébeurden, le taux de participation au premier tour est de 65,62 %. La liste conduite par Jacques Mainage (Divers droite), dans laquelle figure le maire sortant en 21e position, obtient 34,05 % des voix exprimées, la liste conduite par Alain Faivre (Socialiste) 32,88 %, la liste conduite par Fernand Coulon (Divers droite) 23,97 % et la liste conduite par Gaëlle Giffard (Divers) 9,07 %.
Au second tour, le taux de participation est de 69,21 %. La liste conduite par Alain Faivre (Socialiste) l'emporte avec 40,60 % des voix exprimées (19 sièges au conseil municipal, 2 sièges au conseil communautaire). La liste conduite par Jacques Mainage (Divers droite) obtient 37,47 % (5 sièges au conseil municipal, 1 siège au conseil communautaire). La liste conduite par Fernand Coulon (Divers droite) obtient 21,91 % (3 sièges au conseil municipal). Alain Faivre est élu maire le 5 avril 2014 par 19 voix pour (5 voix pour Jacques Mainage et 3 bulletins blancs).

#### Élection présidentielle de 2017
À l'élection présidentielle de 2017, le taux de participation au premier tour est de 81,24 % à Trébeurden. Emmanuel Macron obtient 29,01 % des voix, François Fillon 22,11 %, Jean-Luc Mélenchon 20,82 %, Benoît Hamon 11,44 % et Marine Le Pen 10,36 %, les six autres candidats recueillant chacun moins de 5 % des suffrages exprimés. Au second tour de l'élection, le taux de participation est de 77,81 %; Emmanuel Macron obtient 80,91 % des suffrages exprimés et Marine Le Pen 19,09 %. Le score de Emmanuel Macron à Trébeurden est supérieur à celui réalisé dans le département des Côtes-d'Armor 73,47 %, et à celui réalisé dans la région Bretagne 75,36 %.

#### Élection législative 2017
À l'élection législative de 2017 de la cinquième circonscription des Côtes-d'Armor, le taux de participation au premier tour est de 56,85 % sur la commune de Trébeurden. Éric Bothorel (LREM) obtient 44,19 % des voix exprimées, Jean-Yves de Chaisemartin (UDI) 15,53 %, Marie-Amélie Troadec (LFI) 12,02 %, Eric Robert (Socialiste) 7,31 %, Yves Nedellec (Europe Écologie Les Verts) 6,46 % et Annick Lebiez (FN) 6,16 %, les huit autres candidats recueillant chacun moins de 2,67 % des voix.
Au second tour de l'élection sur Trébeurden, le taux de participation est de 41,65 %. Éric Bothorel est élu avec 68,60 % des suffrages exprimés et Jean-Yves de Chaisemartin obtient 31,40 %. Sur l'ensemble de la circonscription, les résultats sont très proches (66,41 % contre 33,59 %).

#### Élection municipale de 2020
27 sièges sont à pourvoir au conseil municipal, 2 sièges au conseil communautaire. Les nuances des listes signalées sont celles du ministère de l'Intérieur.
À l'élection municipale de 2020 de la commune de Trébeurden, le taux de participation au premier tour est de 52,93 %. La liste conduite par Bénédicte Boiron (Divers droite) obtient 42,87 % des voix exprimées, la liste conduite par Alain Faivre (Divers gauche) 38,06 %, la liste conduite par Gilles Boillot (Divers gauche) 12,70 % et la liste conduite par Gabriel Lopez (LDVC) 6,35 %.
Au second tour, le taux de participation est de 59,54 %. La liste conduite par Bénédicte Boiron (Divers droite) l'emporte avec 54,55 % des voix exprimées (22 sièges au conseil municipal, 2 sièges au conseil communautaire). La liste conduite par Alain Faivre (Divers gauche) obtient 39,61 % (5 sièges au conseil municipal). La liste conduite par Gilles Boillot (Divers gauche) obtient 5,83 %. Bénédicte Boiron est élue maire le 3 juillet 2020.

#### Élection présidentielle de 2022
À l'élection présidentielle de 2022, le taux de participation au premier tour est de 78,99 % à Trébeurden. Emmanuel Macron obtient 33,80 % des voix, Jean-Luc Mélenchon 22,46 %, Marine Le Pen 14,04 %, Yannick Jadot 8,59 % et Valérie Pécresse 5,45 %, les sept autres candidats recueillant chacun moins de 5 % des suffrages exprimés. Au second tour de l'élection, le taux de participation est de 77,73 %; Emmanuel Macron obtient 73,77 % des suffrages exprimés et Marine Le Pen 26,23 %. Le score de Emmanuel Macron à Trébeurden est nettement supérieur à celui réalisé dans le département des Côtes-d'Armor 62,90 %, et à celui réalisé dans la région Bretagne 66,58 %.

#### Élection législative 2022
À l'élection législative de 2022 de la cinquième circonscription des Côtes-d'Armor, le taux de participation au premier tour est de 57,62 % sur la commune de Trébeurden. Éric Bothorel (Ensemble) obtient 37,03 % des voix exprimées, Marie-Amélie Troadec (NUPES) 28,01 %, Sandrine Castek (RN) 9,73 %, Yves Jezequel (LR) 7,24 % et Vincent Le Meaux (DVG) 7,10 %, les neufs autres candidats recueillant chacun moins de 3,35 % des voix.
Au second tour de l'élection sur Trébeurden, le taux de participation est de 54,97 %. Éric Bothorel est élu avec 56,23 % des suffrages exprimés et Marie-Amélie Troadec obtient 43,77 %. Sur l'ensemble de la circonscription, les résultats sont très proches (52,49 % contre 47,51 %).

### Jumelages
Trébeurden est jumelée avec les villes suivantes :
- Vâlcelele, Buzău (Roumanie)
- Villanuova sul Clisi (Italie)
- Newton Ferrers & Noss Mayo (Devon) (en) (Royaume-Uni)

## Population et société

### Démographie

#### Évolution démographique
L'évolution du nombre d'habitants est connue à travers les recensements de la population effectués dans la commune depuis 1793. Pour les communes de moins de 10 000 habitants, une enquête de recensement portant sur toute la population est réalisée tous les cinq ans, les populations de référence des années intermédiaires étant quant à elles estimées par interpolation ou extrapolation. Pour la commune, le premier recensement exhaustif entrant dans le cadre du nouveau dispositif a été réalisé en 2006.

En 2022, la commune comptait 3 821 habitants, en évolution de +4,28 % par rapport à 2016 (Côtes-d'Armor : +1,78 %, France hors Mayotte : +2,11 %).
| 1793  | 1800  | 1806  | 1821  | 1831  | 1836  | 1841  | 1846  | 1851  |
| ----- | ----- | ----- | ----- | ----- | ----- | ----- | ----- | ----- |
| 1 103 | 1 037 | 1 127 | 1 354 | 1 449 | 1 491 | 1 541 | 1 599 | 1 709 |

| 1856  | 1861  | 1866  | 1872  | 1876  | 1881  | 1886  | 1891  | 1896  |
| ----- | ----- | ----- | ----- | ----- | ----- | ----- | ----- | ----- |
| 1 742 | 1 718 | 1 801 | 1 810 | 1 826 | 1 902 | 1 844 | 1 849 | 1 894 |

| 1901  | 1906  | 1911  | 1921  | 1926  | 1931  | 1936  | 1946  | 1954  |
| ----- | ----- | ----- | ----- | ----- | ----- | ----- | ----- | ----- |
| 2 052 | 2 157 | 2 116 | 2 030 | 2 118 | 1 919 | 2 020 | 2 248 | 2 228 |

| 1962  | 1968  | 1975  | 1982  | 1990  | 1999  | 2006  | 2011  | 2016  |
| ----- | ----- | ----- | ----- | ----- | ----- | ----- | ----- | ----- |
| 2 420 | 2 650 | 2 886 | 3 228 | 3 094 | 3 451 | 3 733 | 3 707 | 3 664 |

| 2021  | 2022  | - | - | - | - | - | - | - |
| ----- | ----- | - | - | - | - | - | - | - |
| 3 761 | 3 821 | - | - | - | - | - | - | - |

#### Pyramide des âges
La population de la commune est relativement âgée.
En 2018, le taux de personnes d'un âge inférieur à 30 ans s'élève à 21,9 %, soit en dessous de la moyenne départementale (30,7 %). À l'inverse, le taux de personnes d'âge supérieur à 60 ans est de 44,3 % la même année, alors qu'il est de 32,9 % au niveau départemental.
En 2018, la commune comptait 1 681 hommes pour 1 937 femmes, soit un taux de 53,54 % de femmes, légèrement supérieur au taux départemental (51,7 %).
Les pyramides des âges de la commune et du département s'établissent comme suit.
| Hommes | Classe d’âge | Femmes |
| ------ | ------------ | ------ |
| 0,7    | 90 ou +      | 2,6    |
| 12,1   | 75-89 ans    | 18,0   |
| 27,8   | 60-74 ans    | 27,0   |
| 21,7   | 45-59 ans    | 21,7   |
| 14,1   | 30-44 ans    | 10,4   |
| 11,4   | 15-29 ans    | 9,5    |
| 12,3   | 0-14 ans     | 10,8   |

| Hommes | Classe d’âge | Femmes |
| ------ | ------------ | ------ |
| 0,9    | 90 ou +      | 2,6    |
| 9,1    | 75-89 ans    | 12,5   |
| 21,1   | 60-74 ans    | 21,6   |
| 20,4   | 45-59 ans    | 19,4   |
| 16,3   | 30-44 ans    | 15,7   |
| 15,1   | 15-29 ans    | 12,8   |
| 17,1   | 0-14 ans     | 15,5   |

### Manifestations culturelles et festivités

#### Marché
- Le marché de Trébeurden a lieu tous les mardis sur la place des Îles[126].

#### Fêtes et spectacles
- Le centre culturel Le Sémaphore, situé à proximité de la mairie, propose depuis quelques années, hors saison estivale, une programmation ambitieuse, à raison de quelques spectacles par mois[127]. La salle peut accueillir 500 personnes.
- Les Mercredis du Port dans les jardins de Ker Nelly (précédemment nommés les mercredis du Castel) ont lieu tous les mercredis de juillet et août[128].
- Place aux mômes dans les jardins de Ker Nelly a lieu tous les lundis de juillet et août, à 18 h[129].
- le festival Trébeurden les Années Folles[130]. La troisième édition s'est tenue du 18 au 24 août 2014[131].
- le festival de l'estran se déroule en septembre (les 21-22 septembre 2019 voient la 12e édition) sur les communes de Trégastel, Pleumeur-Bodou et Trébeurden. À cette occasion, des artistes investissent l'estran pour des œuvres éphémères[132].

### Sécurité
Les locaux de la gendarmerie sont situés place de Crec'h Héry.
Depuis le 1er janvier 2013, la commune de Trébeurden n'est plus rattachée à la brigade de gendarmerie de Lannion mais à la  Brigade territoriale autonome(BTA) de Perros-Guirec,.
L'été (juillet-août), un poste provisoire est mis en place à Trébeurden, sur la circonscription de la BTA. Il est commandé par un officier de police judiciaire de la compagnie de Lannion. L'été 2019, il regroupe des gendarmes de l'escadron mobile et des réservistes. S’ils reçoivent leurs directives et orientations opérationnelles de la BTA de Perros-Guirec, le poste provisoire travaille en totale autonomie. L'été 2023, l'effectif du poste provisoire, en hausse (9 gendarmes), regroupe uniquement des réservistes dont de jeunes volontaires ayant subi une formation militaire et susceptibles d'intégrer la gendarmerie d'active.
L'été, deux postes de la SNSM assurent la sécurité des plages de Tresmeur et Pors-Termen,.
Tout au long de l'année, la station SNSM de Trébeurden assure, à la demande du Cross Corsen, des missions d'assistance et de sauvetage en mer. En 1924, la SCSN implante une station à Trébeurden. Elle est dotée d'un canot en bois de 9,50 m de long et de 2,60 m de large. Il dispose d’une voile au tiers et de 8 avirons. En 1964, la Société des hospitaliers sauveteurs bretons (HSB) crée une section dotée d’une vedette Arcoa de 5,70 m et d'un canot pneumatique. De 1973 à 1988, 2 vedettes de 3ème classe se succèdent. Puis plusieurs vedettes de 2ème classe. La dernière en date, depuis mars 2016, est la vedette SNS 218 Pors Trozoul, d'une longueur de 11,90 m, de 14 tonnes, propulsée par deux moteurs de 450 ch. Elle remplace la V2 Kan ar Mor, de 10,50 m de long, dotée de deux moteurs de 250 ch. Elle est baptisée le 10 septembre 2016, par sa marraine la comédienne Cécilia Hornus, en présence de nombreuses personnalités dont le président national de la SNSM,. En 2017, la station SNSM fête sont 50ème anniversaire. Depuis janvier 2021, la station SNSM de Trébeurden est indépendante (anciennement station SNSM de Trébeurden-Île-Grande).

### Sports

#### Équipements et activités sportives
De nombreuses associations proposent des activités sportives à Trébeurden. Les principaux équipements sportifs sont la salle omnisports François Provost et les courts de tennis municipaux, route des plages, ainsi que le stade Louis Le Tinevez, route de Lannion. Le Tennis-Club de Lan Kerellec présente 4 courts en terre battue qui comptent parmi les plus anciens de Bretagne(1929). L'école de voile de Trébeurden créée en 1960 bénéficie de terrain et locaux municipaux. Les aménagements récents de la plage de Tresmeur, à l'occasion de la reconstruction de la digue ont permis de faciliter ses activités.
Quelques références du sport à Trébeurden :
- l'école de voile de Trébeurden[146].
- le centre d'activités plongée de Trébeurden[147].
- le Football-Club de Trébeurden Pleumeur-Bodou[148].
- Le Tennis-Club de Lan Kerellec[149],
- Activités sportives et culturelles dans le cadre de Cap Armor tous les étés[150].
- Activités sportives pour les enfants de 3 à 16 ans dans le cadre de Cap Sport pendant les vacances scolaires[151].

#### Événements sportifs

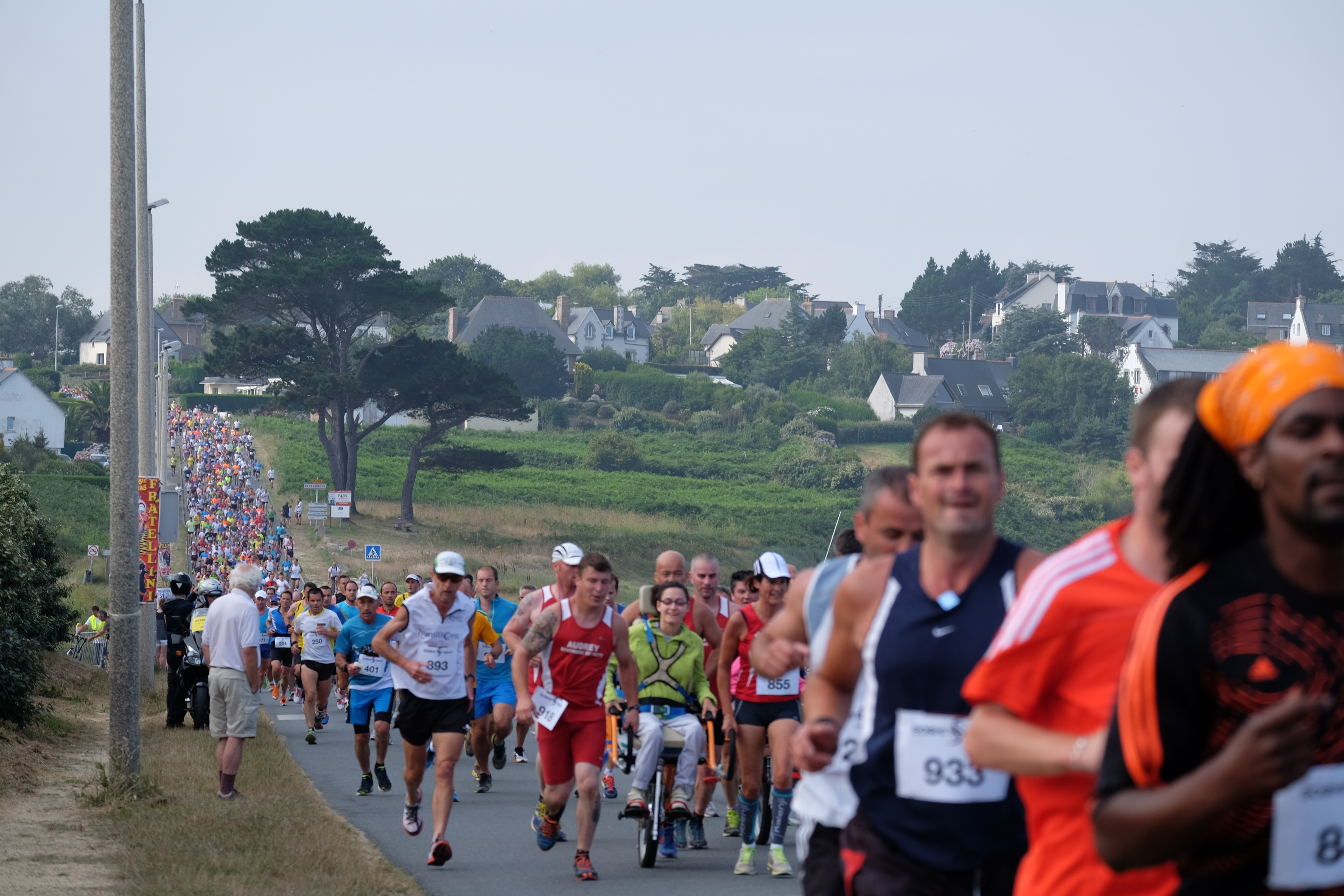
Les 20 km de la Côte de granit rose le 27 juillet 2014 corniche de Goas Trez

- le tournoi de tennis estival de Lan Kerellec. Il réunit plus de 250 joueurs[152].
- le tournoi François Provost de handball a lieu traditionnellement le 1er mai et regroupe plus de 80 équipes de jeunes de toute la Bretagne[153].
- Les 20 km de la Côte de granit rose se déroulent traditionnellement le quatrième dimanche de juillet. Il s'agit d'une course pédestre ouverte aux licenciés et non licenciés sur des parcours de 1,5 km, 3 km, 10 km et 20 km[48].
- La Trégor Classique, concerne tous les voiliers classiques. Depuis l'édition 2014, le Yacht-Club de Trébeurden en partage l'organisation avec la société des régates de Perros-Guirec, ce qui permet d'en faire le rendez-vous majeur de la voile classique de la Côte de granit rose. Des régates réservées aux bateaux ouverts d'une part, aux habitables d'autre part, se déroulent simultanément sur les différents sites[154],[155].
- La Buzulzo, organisée en août par le Yacht-Club de Trébeurden concerne tous les voiliers de 9m et moins, depuis 1994[156],[157].
- La Trégor-Léon, organisée par 4 clubs (Perros-Guirec, Trébeurden, Primel-Le Diben et Roscoff). La 1re édition réunit 35 voiliers du 1er au 4 mai 2014. Les deuxième et troisième étapes sont au départ de Trébeurden[158].

### Médias
- Journaux et magazines
  - Le quotidien Le Télégramme
  - Le quotidien Ouest-France
  - L’hebdomadaire Le Trégor
- Radios 
  - France Bleu Breizh Izel, Radio de proximité et de services
  - Hit West, Radio régionale musicale privée
  - Kreiz Breizh, Radio bretonne bilingue
- Télévisions
  - France 3 Bretagne, antenne métropolitaine de proximité de France Télévisions
  - Tébéo, Télévision Bretagne Ouest
  - Armor TV, chaîne locale du département des Côtes-d'Armor jusqu'en juillet 2016[159]

### Cultes
La paroisse catholique de Pleumeur-Bodou appartient au Diocèse de Saint-Brieuc et Tréguier. Elle regroupe les territoires de trois communes et comprend 4 relais (Île-Grande, Pleumeur-Bodou, Trégastel et Trébeurden).
Elle fonctionne actuellement sous le régime du canon 517 §2, ce qui signifie que c'est une paroisse sans prêtre résident. Le prêtre modérateur en est le Père Mickael Levacher, curé de Lannion, depuis le 9 octobre 2016.
Les lieux de culte sur la commune de Trébeurden sont : 
- l'église Sainte-Trinité (An Drinded en breton).
- la chapelle de Notre-Dame-de-Bon-Secours à Penvern, dite également Notre-Dame de Cîteaux.
- la chapelle de Bonne Nouvelle (Kelomad en breton).
- la chapelle de Notre-Dame-de-Pitié, dite chapelle de Christ, où le baptistère de l'église paroissiale a été installé.

## Économie

### Entreprises
Caractéristiques des entreprises et des établissements (mise à jour au 18 décembre 2013):
Total des établissements actifs au 31 décembre 2011 : 281 
(dont agriculture 20, industrie 9, construction 30, commerces 36, services 143, administration publique 43).
Démographie des entreprises en 2012 (mise à jour au 18 décembre 2013):
Création d'entreprises en 2012 : 23
(dont industrie 3, construction 2, commerces 3, transports/services 14, administration publique/enseignement/santé/action sociale 1).
Nombre d'entreprises de 5 à 9 ans : 40, de 10 ans et plus : 69.
Nombre d'équipements et de services dans le domaine du commerce en 2012 (mise à jour au 25 juillet 2013): nombre de supermarché 1, épicerie 2, boulangerie 3, boucherie/charcuterie 3, librairie/papeterie/journaux 1, équipements du foyer 1, articles de sport et loisirs 3, fleuriste 1, optique 1, station-services 1).
Nombre d'équipements et de services dans le domaine de l'action sociale en 2012 (mise à jour au 25 juillet 2013): nombre d'hébergement de personnes âgées 1 (60 places), garde d'enfant d'âge pré-scolaire 2.
Nombre d'équipements des services aux particuliers en 2012 (mise à jour au 25 juillet 2013): nombre de banques/Caisse d'épargne 3, pompes funèbres 2, bureau de poste 1, relais poste commerçant 1, réparation auto et matériel agricole 5, école de conduite 1, maçon 2, plâtrier/peintre 6, menuisier/charpentier/serrurier 2, plombier/couvreur/chauffagiste 4, électricien 7, entreprise générale du bâtiment 2, coiffure 4, vétérinaire 1, restaurant 17, agence immobilière 4, blanchisserie/teinturerie 1, soins de beauté 2.

### Tourisme

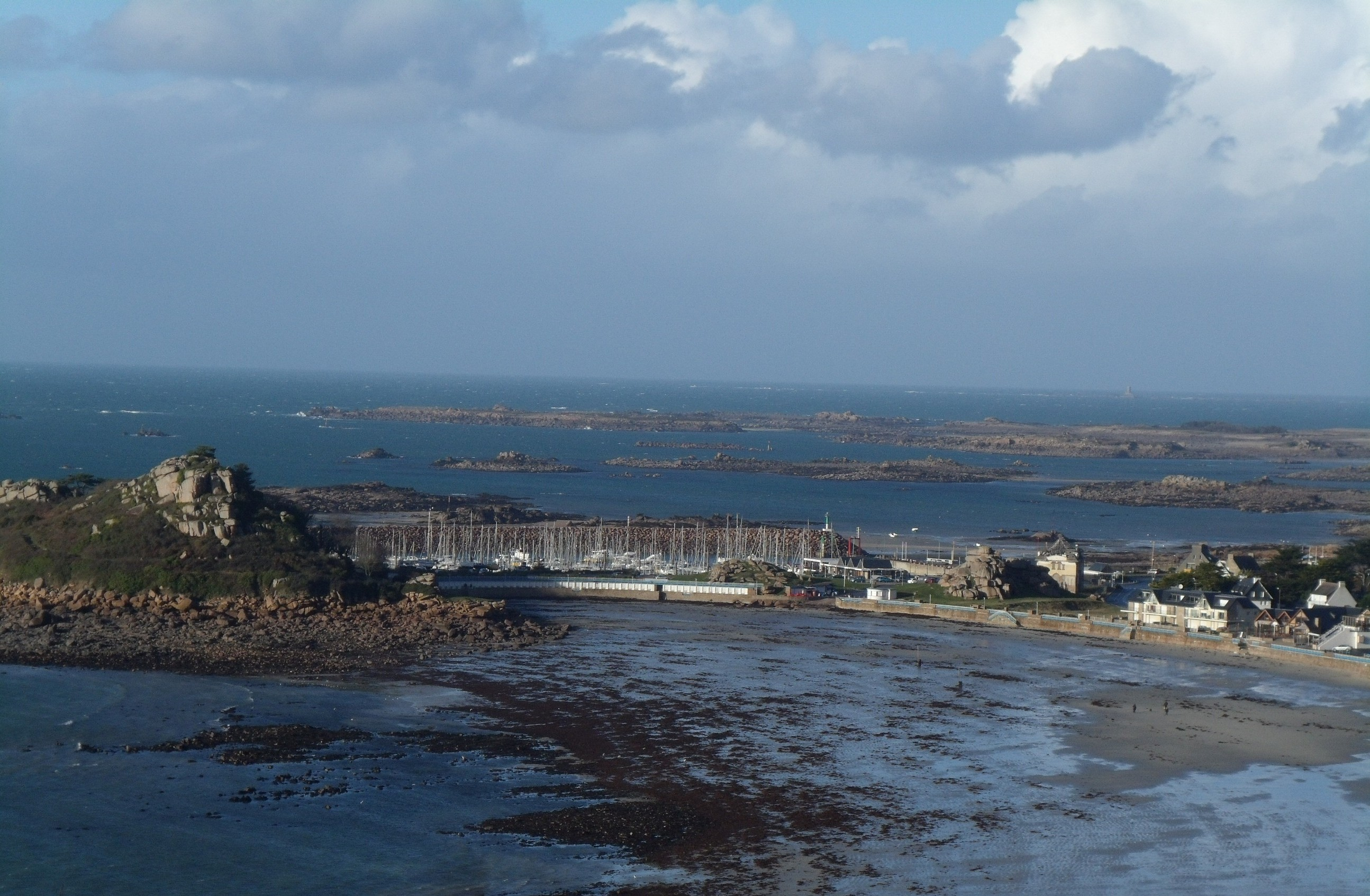
Au premier plan, la plage de Tresmeur à marée basse en décembre 2011

Station balnéaire située au cœur de la Côte de granit rose, au fort potentiel touristique, un syndicat d'initiative est fondé en 1929 par des hôteliers de la commune.
Les principales plages sont :
- Tresmeur (la "grande plage" en breton), au sable blanc et fin. C'est la plage la plus fréquentée de la commune ;
- Pors Termen, plage proche du port, appréciée des touristes et des Trébeurdinais pour le magnifique panorama qu'elle offre sur le port, le Kastell, l'île Milliau et l'île Molène ;
- Pors Mabo, plage de sable fin marquée par son exposition plein sud, caractéristique assez rare en Bretagne nord ;
- Goas Trez, grande plage au nord-ouest de la commune, moins prisée pour les bains de soleil car le sable y est plus grossier.

Capacité de la commune en hébergement touristique en 2023:
6 hôtels homologués (2 2 étoiles, 2 3 étoiles, 2 4 étoiles), 122 chambres (34 en 2 étoiles, 37 en 3 étoiles, 51 en 4 étoiles), 4 campings classés (1 2 étoiles, 3 3 étoiles), 206 emplacements de camping (29 en 2 étoiles, 177 en 3 étoiles), 1 village vacances (87 unités d'hébergement, 179 lits), 1 auberge de jeunesse-centre sportif (28 unités d'hébergement, 52 lits). En 2020, 1481 résidences secondaires sont répertoriées (contre 595 en 1968, 705 en 1975, 849 en 1982, 1011 en 1990, 1005 en 1999, 1182 en 2009, 1243 en 2014).

#### Vigueur du tourisme avant la guerre
Avant la Seconde Guerre mondiale, l'appellation "côte de granit rose" s' est imposée comme une marque de renom. Les stations de la côte concentrent la moitié du flux touristique du département des Côtes-du-Nord et Trébeurden le quart.
Plus de 30 hôtels et pensions fonctionnent à Trébeurden pendant l'entre-deux-guerres.
En 1947, le premier thon rouge est pêché en baie de Lannion et attire une clientèle nombreuse française et américaine.
Le tourisme commence à décliner au début des années 1960 à cause de l'attractivitė croissante l'Espagne. De nombreux hôtels ferment et sont transformés en appartement (comme l'hôtel Bellevue en 1967)

### Le port de plaisance
Dès le milieu du XVIIe siècle, le port de Milio, face à Trozoul, malgré son accès relativement difficile, est signalé comme port-refuge, connu pour le cabotage et disposant d'une sécherie à poisson. Il est également réputé, pendant et après la Révolution, pour le transport du granite par des bateaux à fort tirant d'eau (Charles-Athanase Thomassin, auteur de "Pilotes des côtes de la Manche", 1871). Au XXe siècle, il est l'un des ports de pêche les plus importants du Trégor avec Locquémeau.
En 1886, 50 bateaux de pêche naviguant entre Perros et Roscoff, 7 caboteurs et 2 borneurs fréquentent le port de Trébeurden, et ce malgré l'absence d'aménagement et l'exposition du site aux vents dominants de nord à nord-ouest. En 1895, une cale débarcadère d'une centaine de mètres est construite sur le site naturel (ancien tombolo) de Trozoul.
En 1990, les anciens ouvrages portuaires ont été comblés par la création du nouveau port en eau profonde. Il ne subsiste que quelques mètres de l'ancien quai en pierres sèches aux abords de Pors-Termen.
A l'époque, la construction du nouveau port divise la population entre partisans qui mettent en avant les retombées économiques et adversaires qui défendent l'espace naturel et refusent la disparition de la plage de Trozoul. Une lutte, relayée au niveau national, oppose la municipalité à des associations de défense du littoral qui, en saisissant la justice, réussirent à arrêter la construction du port pendant plusieurs mois.
Aujourd'hui, l'activité du port de plaisance de Trozoul, réglementée par un arrêté municipal du 16 novembre 2010, regroupe deux zones, la zone communale et la zone concédée.
Construit en 1990-1991, le port en eau profonde offre environ 650 places pour des bateaux de différentes tailles et se situe sur l'isthme du castel. Il est géré par la société du port de plaisance de Trébeurden (SPPT). Affecté principalement à la plaisance, il est constitué d'un bassin à flot fermé par deux grandes digues et accessible par deux grandes cales en béton : la cale sud et la cale nord.

## Culture locale et patrimoine

### Patrimoine naturel

#### Liste des espaces littoraux remarquables
La liste des espaces littoraux remarquables de la commune de Trébeurden, pour reprendre l'intitulé du dossier du même nom établi au titre de l'inventaire général en 2006 recense 11 secteurs distincts sur la commune de Trébeurden, dont 2 s'étendent aux communes limitrophes de Lannion et Pleumeur-Bodou. La surface globale dépasse 1 000 hectares dont plus de la moitié est constituée du domaine public maritime. Hors le domaine public maritime, la situation foncière se répartit de façon variable selon le site : zone de préemption, propriété départementale, propriété communale, propriété du Conservatoire du littoral. Les chiffres du tableau suivant sont donnés à titre indicatif et sont établis à partir des données de l'inventaire général (2006) et du Conservatoire du littoral (données disponibles 2013) en référence pour chaque site :
- propriété du Conservatoire du littoral (pour partie)
- propriété du Conservatoire du littoral (pour partie et sur les communes de Trébeurden et Lannion)
- propriété du Conservatoire du littoral (pour partie et sur les communes de Trébeurden et Pleumeur-Bodou)

| Nom du site                                    | Localisation                | Surface totale (en ha) | dont domaine public maritime (en ha) | dont conservatoire de l'espace littoral (en ha) | Protégé depuis le |
| ---------------------------------------------- | --------------------------- | ---------------------- | ------------------------------------ | ----------------------------------------------- | ----------------- |
| Milin ar lann                                  | 48° 46′ 54″ N, 3° 33′ 22″ O | 130,87                 | 0                                    | 47,87                                           | 20 mars 1984      |
| Estran à la base de l'Île-Grande               | 48° 47′ 42″ N, 3° 34′ 04″ O | 29,03                  | 29,03                                | 0                                               |                   |
| Dunes à l'est du pont de l'Île-Grande          | 48° 47′ 50″ N, 3° 34′ 02″ O | 4,28                   | 1,14                                 | 0                                               |                   |
| Marais de Noteno                               | 48° 47′ 35″ N, 3° 33′ 54″ O | 42,72                  | 12,60                                | 9,98                                            | 30 novembre 1993  |
| Goas Treiz, Toëno, estrans nord                | 48° 47′ 09″ N, 3° 34′ 50″ O | 261,19                 | 243,58                               | 0                                               |                   |
| Marais du Quellen                              | 48° 46′ 52″ N, 3° 34′ 37″ O | 53,45                  | 0                                    | 0                                               |                   |
| Île Molène                                     | 48° 46′ 51″ N, 3° 36′ 28″ O | 63                     | 59,12                                | 3,88                                            | 15 novembre 1991  |
| Île Milliau                                    | 48° 46′ 08″ N, 3° 35′ 49″ O | 63,86                  | 38,25                                | 22,76                                           | 28 avril 1984     |
| Pointe de Bihit, abords de Tresmeur, le Castel | 48° 45′ 33″ N, 3° 34′ 48″ O | 95,58                  | 70,46                                | 0,11                                            | 26 juin 1998      |
| Pors Mabo, Goas Lagorn                         | 48° 45′ 05″ N, 3° 33′ 20″ O | 170,32                 | 75,71                                | 115,84                                          | 12 octobre 1981   |
| Lann ar waremm                                 | 48° 45′ 53″ N, 3° 31′ 58″ O | 107,52                 | 0                                    | 312,52                                          | 26 novembre 1982  |

#### Sites classés
Liste des sites classés au titre de la loi du 2 mai 1930 :
- les Roches Blanches, par l'arrêté du 3 décembre 1935 ;
- la pointe de Bihit, par l'arrêté du 13 septembre 1950 ;
- l'ensemble formé par les îles et îlots du littoral entre Trébeurden et l'Île-Grande, par le décret du 16 juin 1994 (la plus grande partie de cet ensemble se trouve sur la commune de Pleumeur-Bodou)

#### Lieux remarquables

Quelques lieux remarquables.
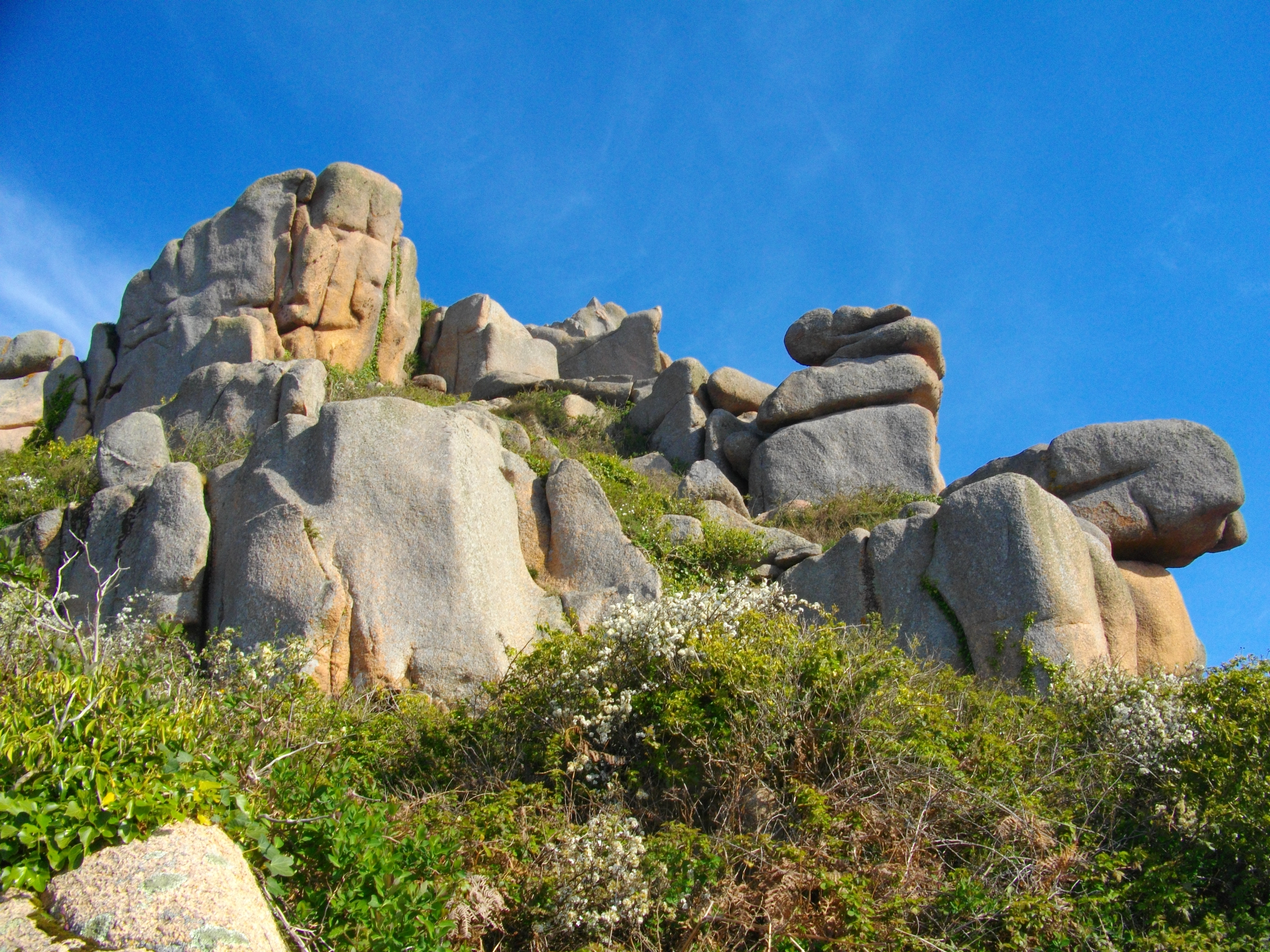
Rochers sur le Castel.
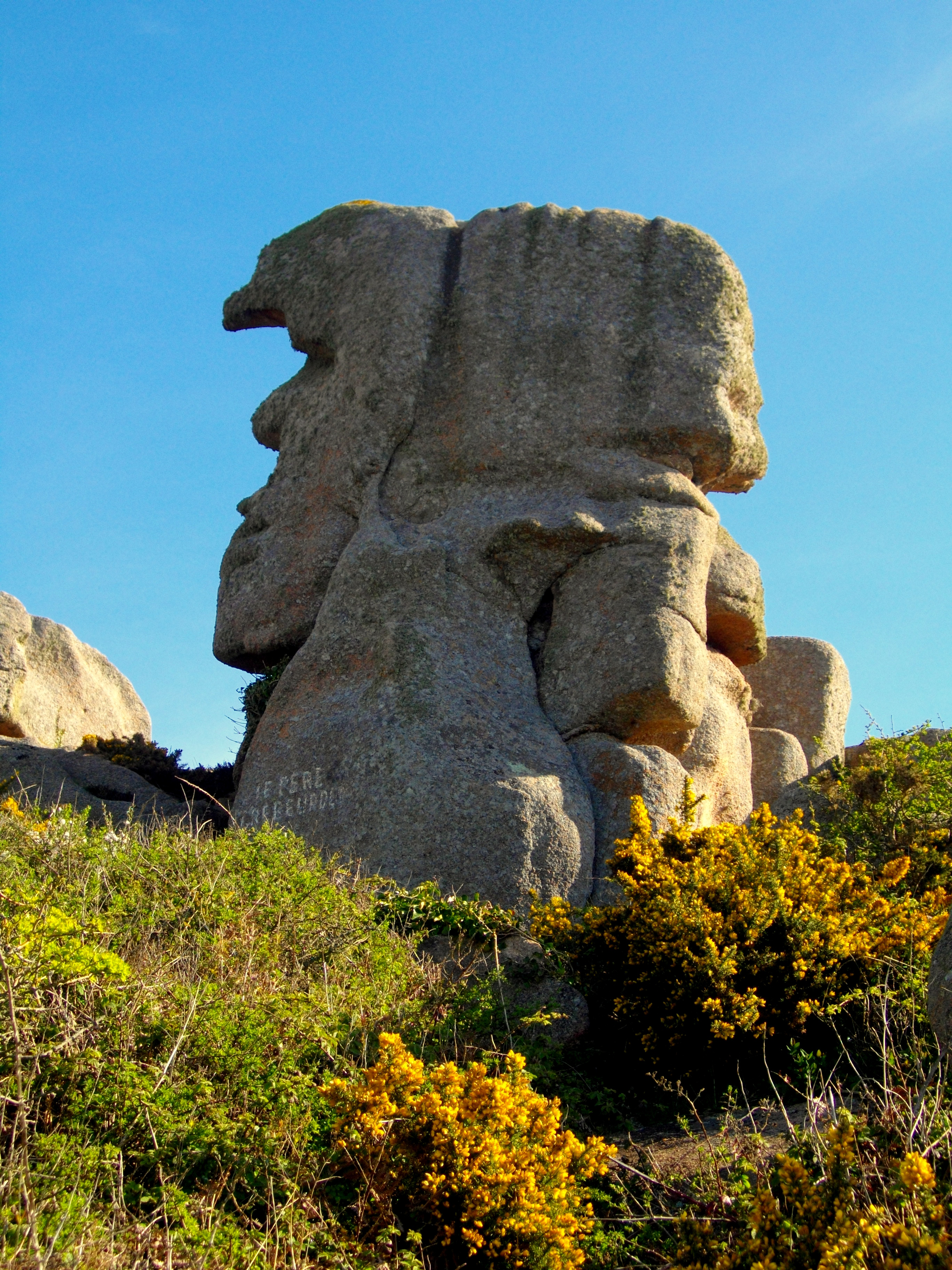
Le père Trébeurden sur le Castel.
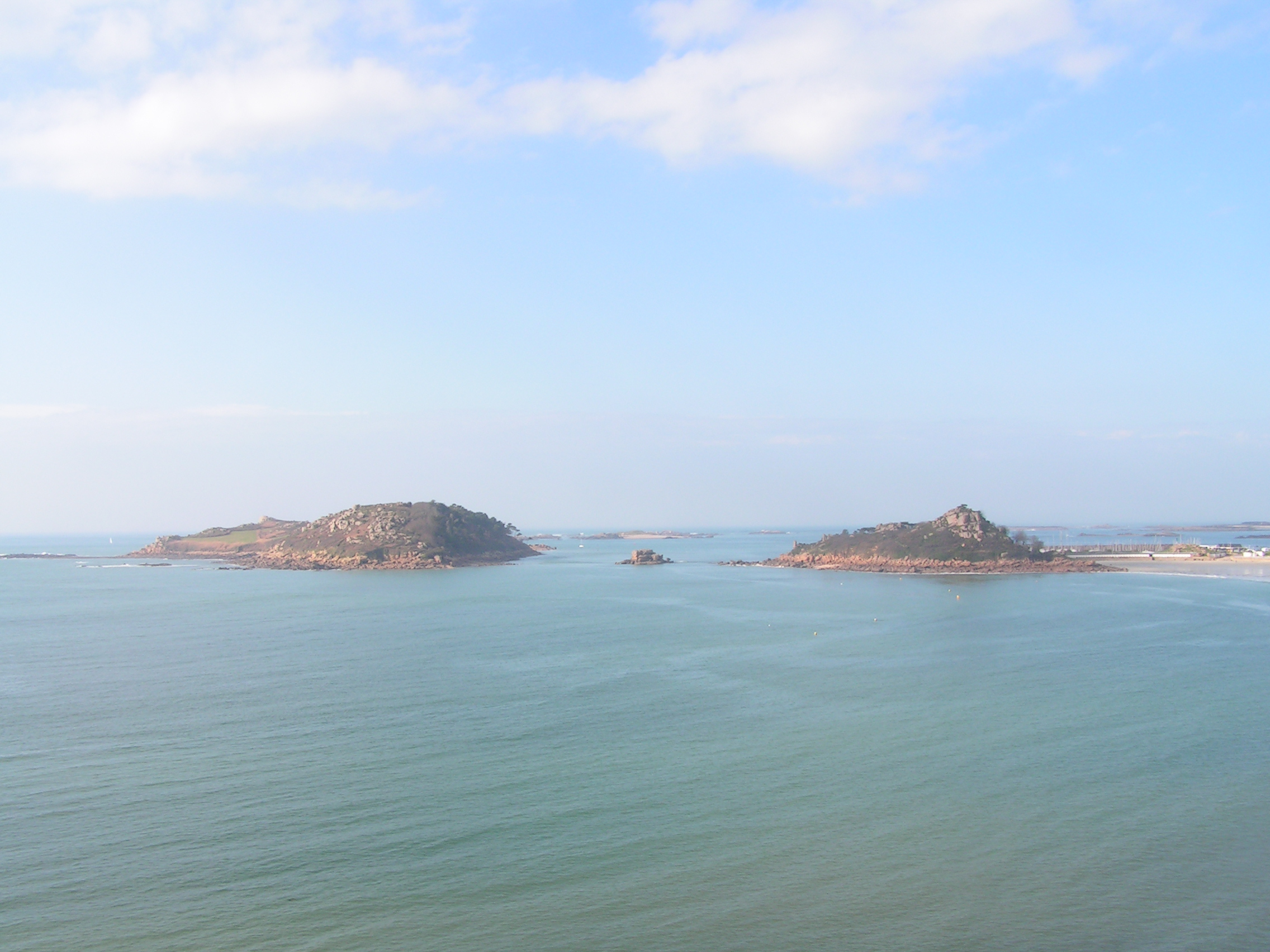
L'île Milliau, l'île Molène et le Castel.
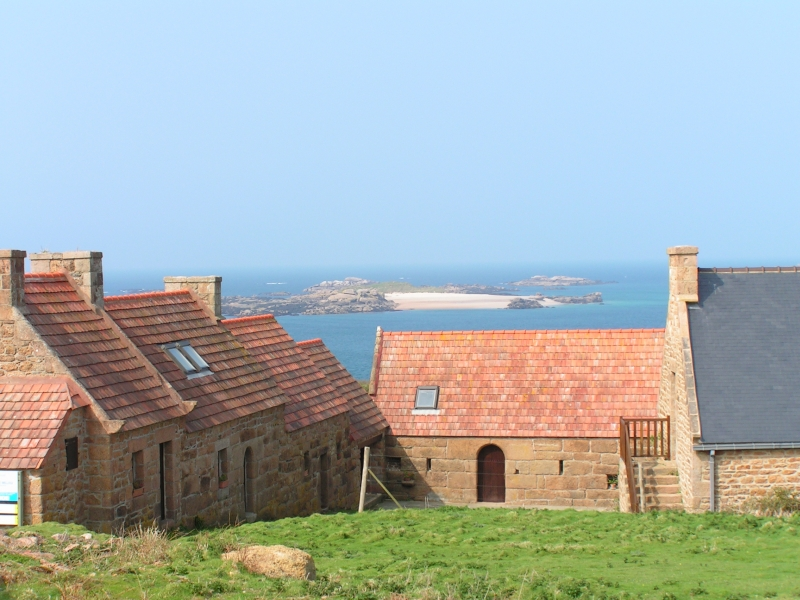
L'île Molène vue de l'île Milliau.
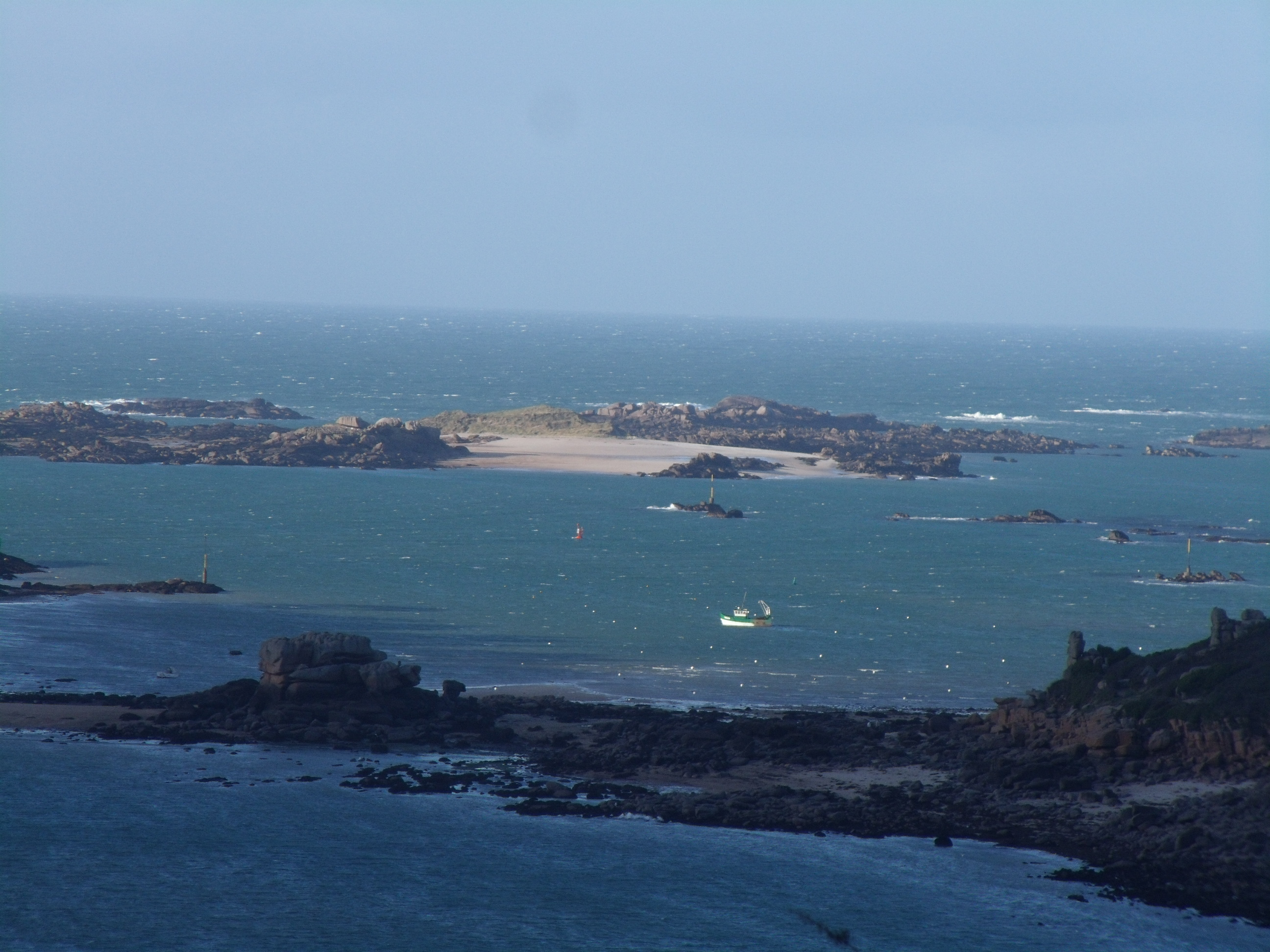
L'île Molène.
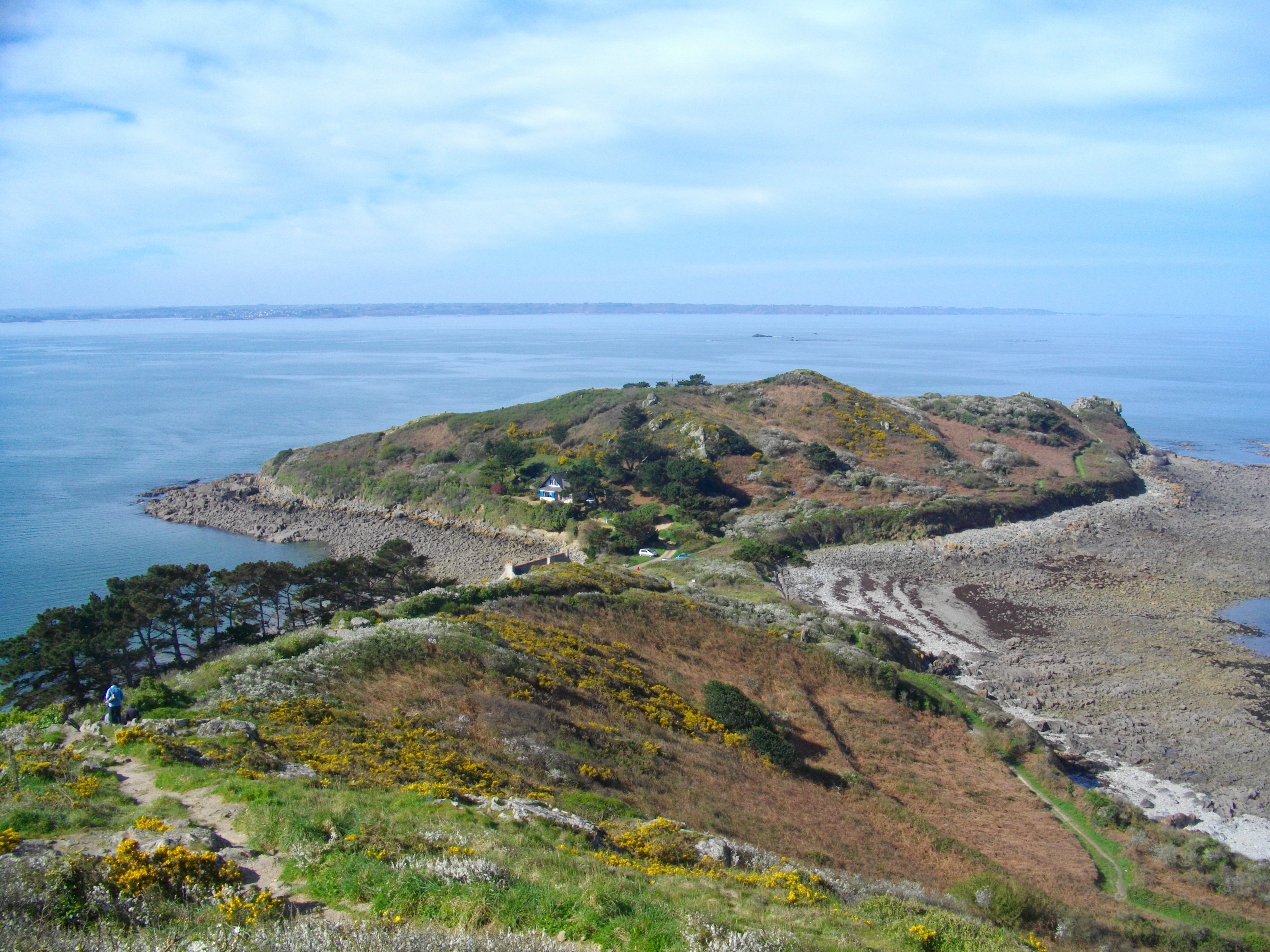
la pointe de Bihit.

- Le Castel

Presqu'île rocheuse située entre le port et la plage de Tresmeur. Kastell signifie « Château » en breton, mais dans le cas présent, ce mot désigne un promontoire rocheux donnant sur la mer. Sur le chemin qui en fait le tour, il est possible de voir le « Père Trébeurden », un rocher à la forme d'un profil de visage. Après une longue période d'écriture phonétique à la française, les panneaux indiquant ce lieu emploient maintenant l'écriture bretonne (Kastell).
- L'île Molène

L'île Molène est la propriété du Conservatoire du littoral depuis 1991. Elle est longue de 300 mètres pour 100 mètres de large et est situé à 2 miles des côtes (3 kilomètres).
- L'île Milliau

- La pointe de Bihit

La pointe de Bihit (prononcer toutes les lettres), orientée sud-ouest. De cette pointe, on aperçoit la baie de Lannion, Locquirec et par beau temps, la côte nord du Finistère jusqu'à Roscoff et l'île de Batz.
- Le marais du Quellen

Le marais du Quellen est situé derrière les dunes de Goaz-Trez. Il sert de refuge à de nombreux oiseaux d'eau (foulques, sarcelles, fauvettes des marais).
- Les grèves

Trébeurden possède plusieurs lieux découverts à marée basse où l'on peut pratiquer la pêche à pied de crustacés et de mollusques : moules, coques, bigorneaux, palourdes, praires, etc. Cette pêche est libre mais fortement réglementée (quantités ramassées, taille minimale des prises, etc.). Principales grèves : Goas Treiz, Toëno.

#### Faune et flore
L'espace maritime bordant Trébeurden est classé zone Natura 2000. Ce classement identifie un espace marin ou terrestre, reconnu pour la rareté ou la fragilité des espèces sauvages, animales ou végétales (Arrêté du 30 juillet 2004 portant désignation du site Natura 2000 Côte de Granit Rose-Sept Iles, zone de protection spéciale).
Les zones naturelles d'intérêt écologique, faunistique et floristique (ZNIEFF) déterminent et décrivent des secteurs présentant de fortes capacités biologiques et un bon état de conservation. Sept sites sont identifiés sur la commune et s'étendent dans certains cas sur les communes voisines. Ils sont identifiés sous ces appellations : Beg Leguer, Dunes de Kerhellen, Île Losquet, Île Milliau, Marais de Kerhellen, Massif boisé de Pleumeur-Bodou et Pointe de Bihit.
L'inventaire national du patrimoine naturel (INPN) recense sur le territoire de la commune 570 espèces sauvages, animales ou végétales, faisant l'objet d'un suivi régulier.

### Liste des monuments historiques
| Monument                                                                    | Coordonnées                 | Type                          | Époque       | Protection                               | Image                                                  |
| --------------------------------------------------------------------------- | --------------------------- | ----------------------------- | ------------ | ---------------------------------------- | ------------------------------------------------------ |
| Dolmen de Lann-Kerellec                                                     | 48° 46′ 33″ N, 3° 34′ 53″ O | Dolmen                        | Néolithique  | Classé MH (1916) · Notice no PA00089673  | Dolmen de Kerellec                                     |
| Croix en granit du XVIIe siècle (près de l'entrée de la chapelle de Christ) | 48° 46′ 20″ N, 3° 34′ 00″ O | Croix monumentale             | 1697         | Inscrit MH (1964) · Notice no PA00089672 | Croix en granit dans l'enclos de la chapelle de Christ |
| Chapelle de Penvern                                                         | 48° 47′ 19″ N, 3° 33′ 10″ O | Chapelle                      | XVIe siècle  | Inscrit MH (1930) · Notice no PA00089671 | Chapelle de Penvern                                    |
| Chapelle Notre-Dame de Bonne-Nouvelle, ou de Kerkonan, et croix             | 48° 46′ 26″ N, 3° 34′ 35″ O | Chapelle et croix monumentale | XVIIe siècle | Inscrit MH (1952) · Notice no PA00089670 | Chapelle Notre-Dame de Bonne-Nouvelle                  |
| Allée couverte et menhir de Prajou-Menhir                                   | 48° 47′ 42″ N, 3° 33′ 53″ O | Allée couverte et menhir      | Néolithique  | Inscrit MH (1956) · Notice no PA00089669 | Allée couverte et menhir de Prajou-Menhir              |
| Allée couverte de l'île Milliau                                             | 48° 46′ 11″ N, 3° 35′ 52″ O | Allée couverte                | Néolithique  | Inscrit MH (1961) · Notice no PA00089668 | Allée couverte de l'île Milliau                        |

### Patrimoine duXXesiècle
Le label Patrimoine du XXe siècle est un label officiel français créé en 1999 par le ministère de la Culture. Il a pour objet d'identifier et de signaler à l'attention du public, au moyen d'un logotype conçu à cet effet, les constructions et ensembles urbains protégés ou non au titre des Monuments historiques ou des espaces protégés.
| Monument         | Coordonnées                 | Type                  | Epoque      | Label XXe                                 | Image                                                                |
| ---------------- | --------------------------- | --------------------- | ----------- | ----------------------------------------- | -------------------------------------------------------------------- |
| Résidence Hélios | 48° 46′ 30″ N, 3° 34′ 48″ O | immeuble d'habitation | Années 1950 | Notice no EA22000005 Notice no IA22000338 | La résidence Hélios au centre du cliché, d'où émerge l'île de verre. |

### Patrimoine mégalithique
L'inventaire général du patrimoine culturel recense les principaux mégalithes et sites archéologiques de la commune.
À Trébeurden, nombre de mégalithes furent abattus, comme ailleurs, afin d'être réutilisés. Certains le furent aussi au XVIIe siècle à l'instigation du père Maunoir, grand prédicateur, qui serait également à l'origine de la christianisation du menhir de Saint-Uzec sur la commune voisine de Pleumeur-Bodou. Le patrimoine mégalithique de la commune demeure cependant encore très riche :
1. le menhir de Toëno, visible sur l'estran.
2. le menhir de Bonne-Nouvelle, dans une propriété privée mais visible depuis la rue.
3. le menhir de Trovern, appelé aussi menhir de Kerariou, en accès libre.
4. le menhir de Run-ar-Gam, en accès libre.
5. le menhir de Milin-ar-Lann, en accès libre.
6. le menhir de l'Armor :  grand menhir de 3 m de haut en granite gris, dans une propriété privée.
7. les deux menhirs de Véadès : le premier, dit la Bonne Femme est debout, le second est couché au sol, en accès libre.
8. le dolmen de Lann Kerellec , dans une propriété privée mais visible depuis la rue.
9. l'allée couverte de l'île Milliau, classée au titre des monuments historiques[201], en accès libre.
10. l'allée couverte et menhir de Prajou-Menhir, ensemble classé au titre des monuments historiques[202] en accès libre, l'allée couverte comporte un décor pariétal intérieur exceptionnel.

Quelques mégalithes.
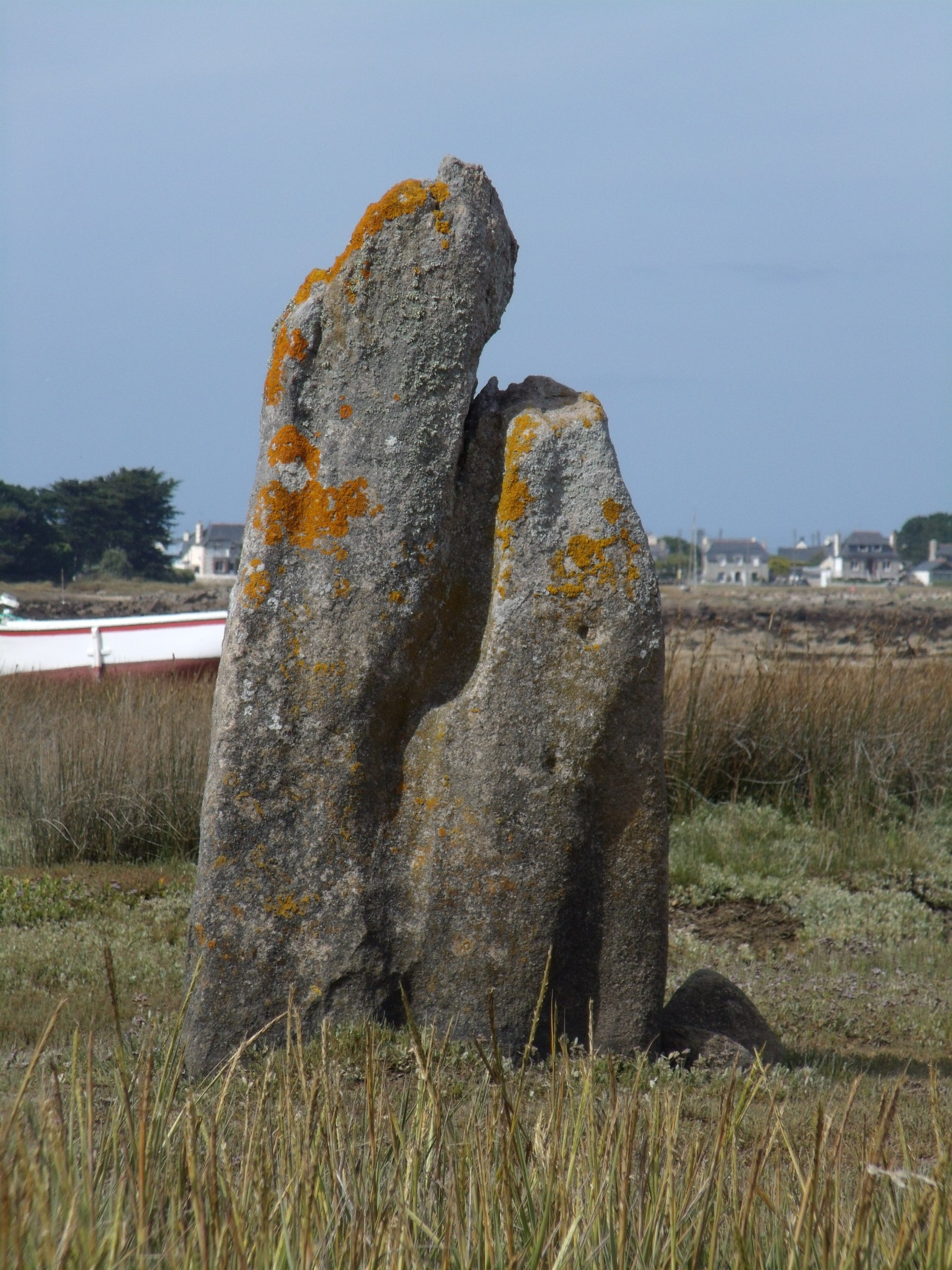
Le menhir de Toëno.
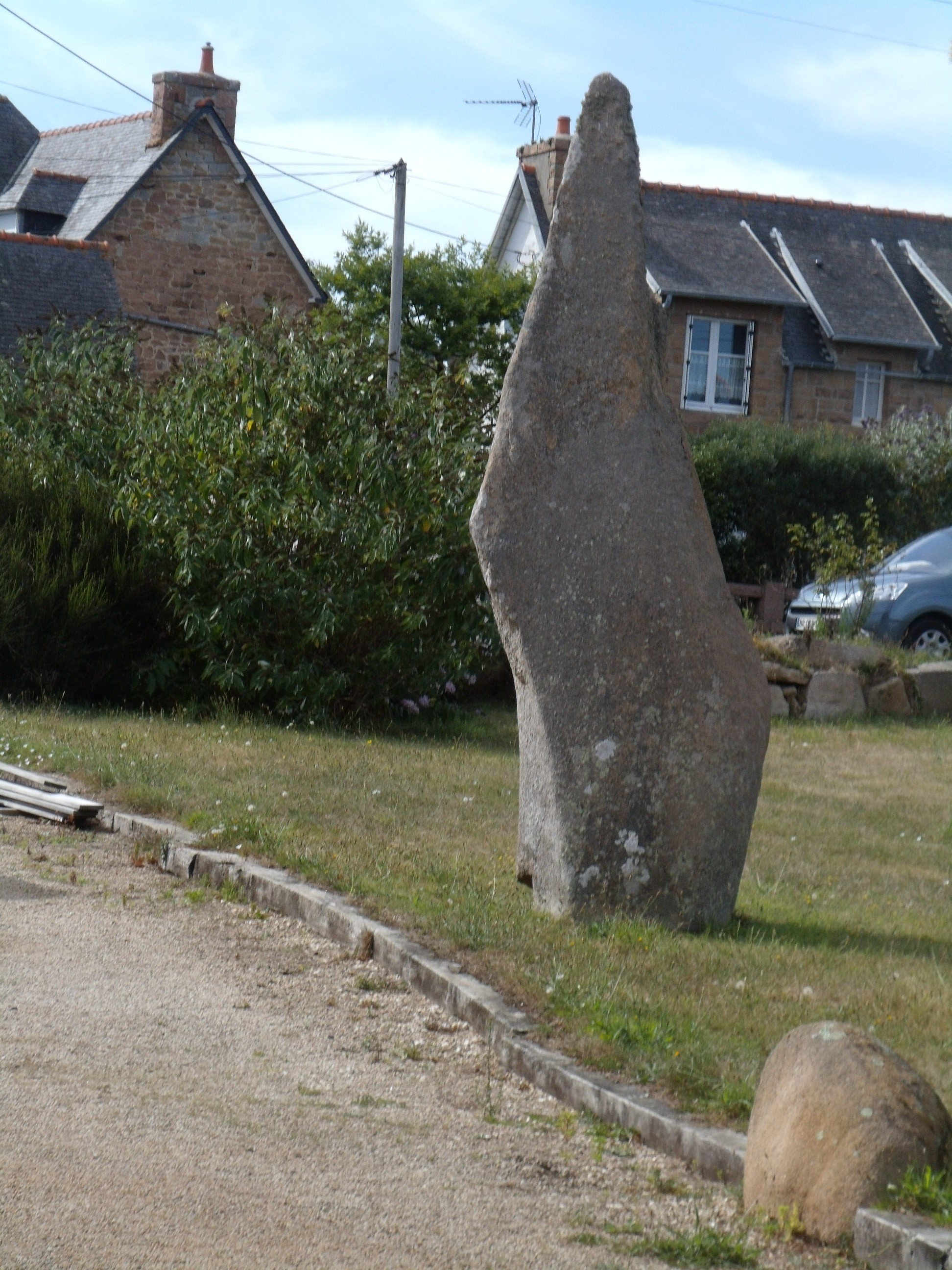
Le menhir de Bonne-Nouvelle.
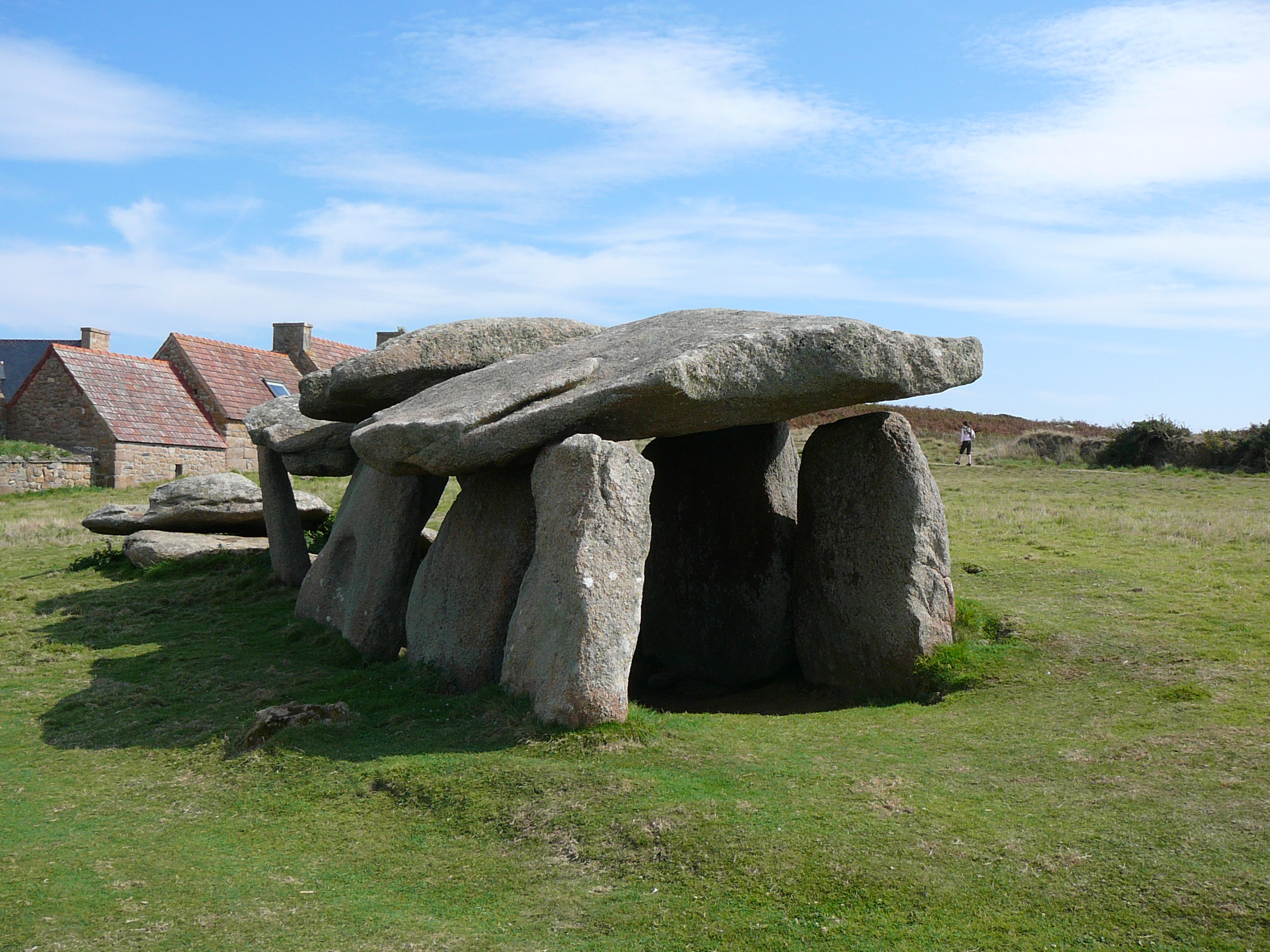
L'allée couverte de l'île Milliau.
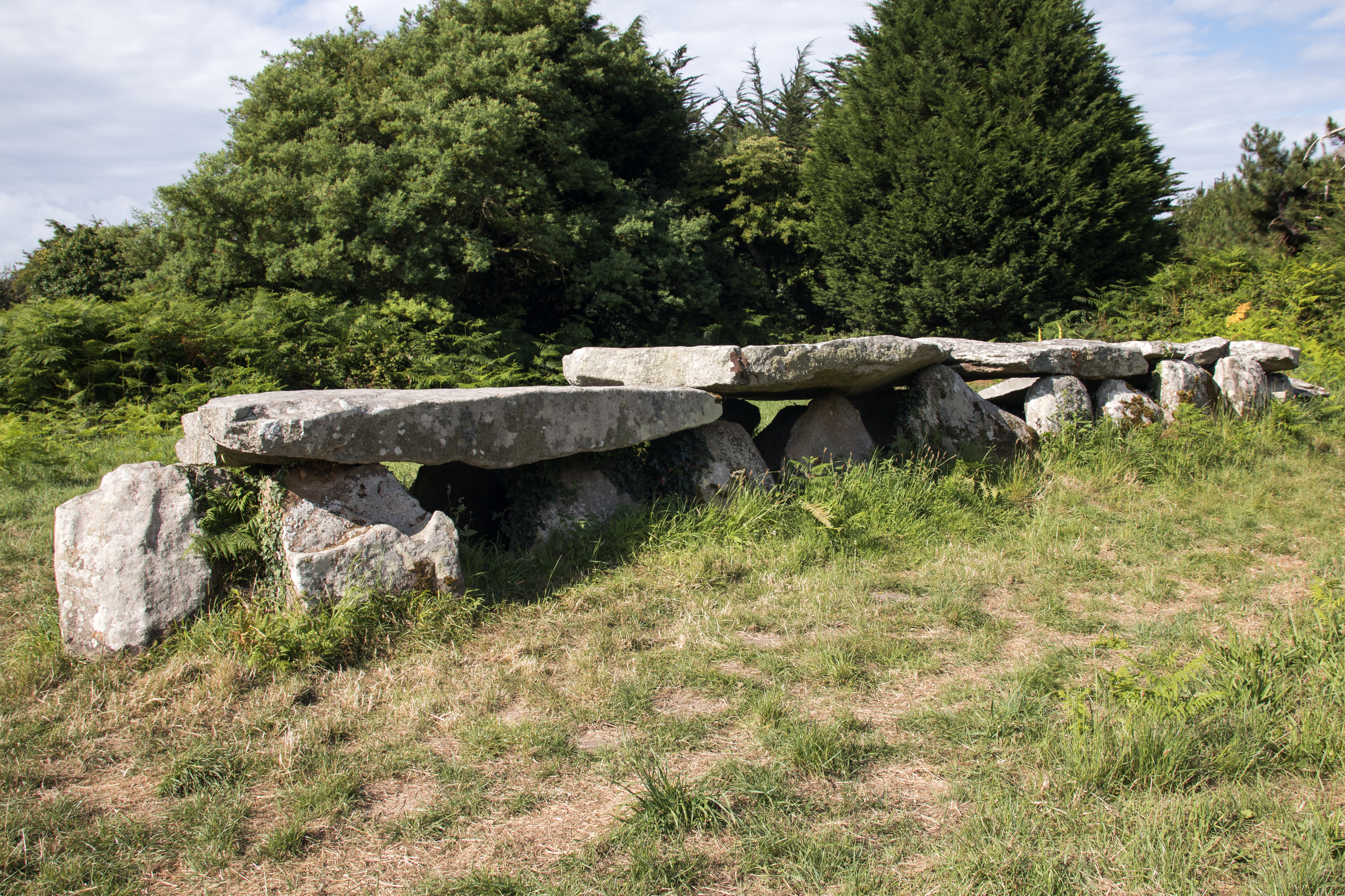
L'allée couverte de Prajou-Menhir.

Selon A. L. Harmois, les trois dolmens de la commune (Lann Kerellec, île Miliau et Prajou-Menhir) portent le nom de Ty-lia-ar-Gorrchet ou Corrandonnet et selon la tradition sont habités par des gorrikets.

### Les manoirs
Il subsiste à Trébeurden deux manoirs respectant la définition du genre : logis seigneurial anciennement implanté sur un fief. Un troisième manoir, à Keravel au sud de la commune, a disparu complètement au cours du XIXe siècle, ses pierres ayant été utilisées à l'occasion de la reconstruction de l'église paroissiale vers 1835, selon le témoignage de Charles Le Goffic. Si les manoirs de Kerariou et Trovern ont subi les vicissitudes du temps et ont désormais une présence discrète dans le paysage local, ils ont eu une importance historique non négligeable et ont servi de décor aux légendes que la tradition orale a pu transmettre. Charles Le Goffic rapporte l'histoire des pennérez de Kerario et de Trovern, servantes de Kerariou et de Trovern, conte fort populaire à Trébeurden, dont il présente plusieurs variantes. Ces deux manoirs sont des propriétés privées et sont signalées à l'inventaire général réalisé en 2005 :
- manoir de Kerariou : il comporte un logis datant probablement de la fin du XVIe ou du début du XVIIe siècle. Des dépendances datent de la même époque et du XIXe siècle. Un mur d'enceinte et le porche d'accès à la cour ont été démontés vers 1835 afin de constituer l'entrée principale, dans un appareil à bossage, de l'église paroissiale. Le bâtiment est en mauvais état. Le signalement concerne la typologie et les qualités architecturales du logis[205].
- manoir de Trovern : bâtiment du XVIIe siècle, remanié vers 1925. Œuvre signalée en raison de l'état de conservation de la tour postérieure, de la présence d'un pigeonnier sur tour et d'une partie rapportée de style néo-médiéval[206].

### Patrimoine balnéaire

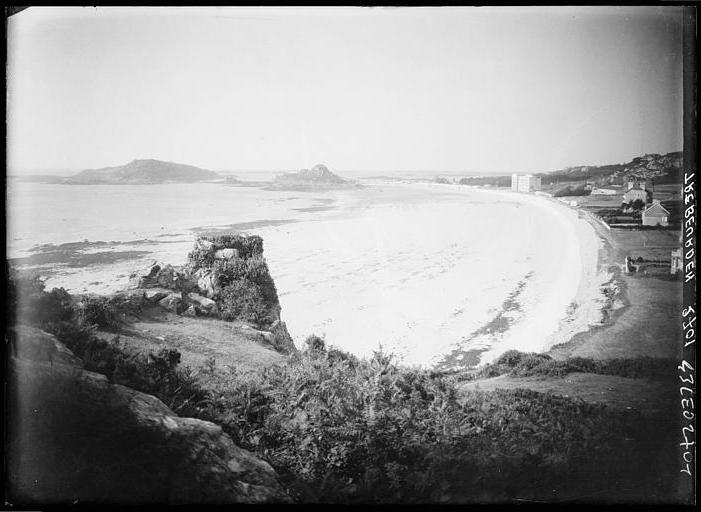
La plage de Tresmeur vers 1935, côté mer.

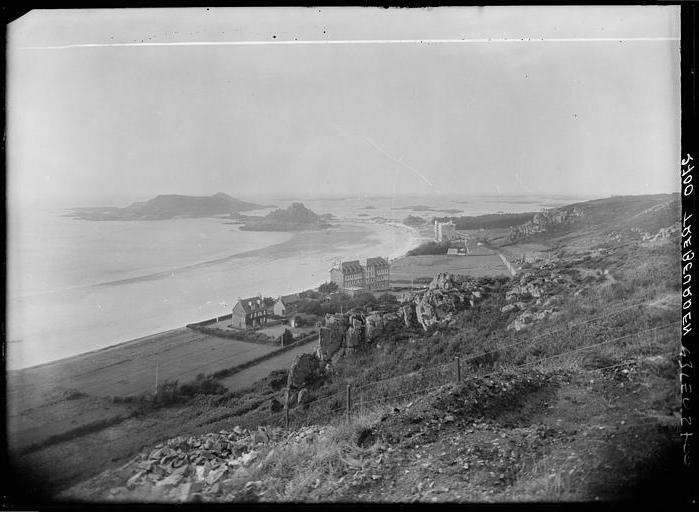
La plage de Tresmeur vers 1935, côté falaise.

Les bains de mer sont signalés dès 1880 à Trozoul et Tresmeur. Jusqu'aux années 1890, Trébeurden est fréquenté surtout par des Lannionnais, particulièrement en fin de semaine. Par exemple la vieille famille lannionnaise de Boisboissel (du manoir de Crec'h Ugien) s'installe bien avant 1880 dans la seule maison construite au bord de la plage de Tresmeur (détruite depuis vers 1980, à l'emplacement actuel de la résidence Les Marines, rue de Traou-Meur). Les maisons construites à titre de villégiature le sont par des maîtres d'ouvrage locaux, dans un style traditionnel vernaculaire (exemple : la villa Les Tamaris à Pors-Termen). C'est vers 1895, que les premières villas sont construites, dans un style nouveau que l'on peut qualifier de balnéaire, par des commanditaires d'origine plus lointaine dans le département, voire par des Parisiens. Le premier hôtel en front de mer est construit à Trozoul vers 1894-1895. Les quartiers de Trozoul, puis Tresmeur et Lan-Kerellec vont se densifier progressivement,,. Le patrimoine balnéaire de la commune a fait l'objet d'un relevé détaillé à l'occasion de l'inventaire général du patrimoine culturel réalisé en 2001. Aucun élément de ce patrimoine ne fait l'objet de protection. Par exemple, la villa Les Primevères, ou Amzer Zo, construite en 1938 et attribuée à Roger Le Flanchec n'offre plus sa silhouette excentrique au promeneur de Tresmeur. Amzer Zo a été détruite quelques années après la rédaction de la notice qui lui était consacrée, pour laisser place à un immeuble de plusieurs étages.
Quelques dates-clés de l'histoire des quartiers de Trozoul, Tresmeur et Lan Kerellec de 1890 à 1940 (sauf indication contraire, les constructions sont toujours présentes):
- 1890 : les premières cabines de bains sont installées sur l'isthme du Castel.
- 1891 : villa Les Ajoncs construite pour un chef de gare parisien, rue de Molène. Elle fut reconstruite en 1933 par l'architecte perrosien Henri Menet pour un entrepreneur parisien de travaux publics.
- 1894 : construction de l'hôtel de la Plage de Mme Martret au pied du port de Trozoul. Construit en front de mer, il sert d'hôpital militaire durant la Grande Guerre. Détruit, il est remplacé aujourd'hui par le bâtiment du CCAS.
- 1895 : maison de villégiature dite Ker Nelly construite en 1895 par l'architecte lannionnais Claude-Joseph Lageat, pour son usage. Racheté en 1896 par Henri Mialaret, ingénieur originaire des Ardennes qui l'agrandit les années suivantes pour lui donner le style néo-médiéval qu'on lui connaît.
- 1896 : villa Ty Plad construite pour des négociants de Guingamp. Étant une des premières villas de Trébeurden, ces derniers ont le choix de l'emplacement, en l'occurrence idéal, sur les hauteurs, face à l'île Milliau, entre Tresmeur et Trozoul. La présence du sémaphore de Bihit, en retrait de la côte, impose une servitude importante relative à la hauteur des maisons du secteur. C'est ce qui explique le toit plat, exceptionnel pour l'époque, et le nom de la villa.
- 1897-1898 : villa Ker Woel construite sur les hauteurs de Trozoul pour un banquier d'Auxerre. Elle est surélevée vers 1910. Occupée un temps par une colonie de vacances.
- 1897-1908 : acquisition des terrains autour du marais de Trozoul par le propriétaire de la villa Ker Nelly. Ces terrains seront libérés en 1960 et seront lotis autour du jardin public que l'on connaît aujourd'hui.
- 1904 : arrêté de création du réseau téléphonique à Trébeurden le 6 décembre 1904[213].
- 1908 : villa Pors-Termen, à Lan Kerellec, modifiée en 1946 par l'architecte Roger Le Flanchec pour le compte de Maurice Naeder, futur maître d'ouvrage de la résidence Hélios.
- 1909 : villa Lan Kerellec, aujourd'hui manoir de Lan Kerellec par les architectes parisiens Louis Süe et Paul Huillard pour Pierre Gervais, artiste peintre demeurant à Paris. En 1925, la parcelle est lotie et la villa est vendue à Joseph Le Boubennec, hôtelier à Trébeurden, qui y établit un hôtel de voyageurs. En 1938, l'hôtel dispose de vingt chambres, d'une salle de bains commune et de soixante places dans la salle à manger.
- 1910 : villa Gabrielle, à Pors-Termen.
- 1910 : villa Roc'h as Coat, à Lan Kerellec.
- 1911 : hôtel Bellevue, à Crec'h Héry. Il dispose de 105 chambres en 1939. Il ferme en 1967 et est transformé en immeuble à logements.
- 1912 : hôtel d'Angleterre, rue de Molène, pour Joseph Le Boubennec.
- 1912 : les villas Ker Lanneck, aujourd'hui l'hôtel Ty Al Lannec, et Kerig an Avel dans l'alignement de Ty Plad sur les hauteurs de Tresmeur.
- 1913 : percement de la rue de Trozoul. En 1908, le conseil général vote le détournement de la circulation principale passant par la rue des Plages[214].
- 1920 : un quai-promenoir est installé le long de la partie la plus accessible de la plage de Tresmeur, devant les cabines de bains (sur le modèle de ceux construits au Coz-Pors à Trégastel en 1910, à Trestraou à Perros-Guirec en 1913[215]). Il est prolongé jusqu'au milieu de la plage en 1925. L'installation d'un mur de soutènement favorise déjà l'accumulation des galets en haut de la plage. Des cabines en béton seront installées dans les années 1960 à Tresmeur et Pors-Termen.
- 1921 : la commune est érigée en station touristique[1]. À partir de cette date, la perception de la taxe de séjour lui permet de réaliser divers travaux : aménagement des réseaux d'égout, d'eau et d'électricité, ainsi que l'amélioration des voies.
- 1923 : villa Les Courlis plage de Tresmeur.
- 1922 : manoir de la Cabriole, Lan Kerellec, pour un commanditaire parisien.
- 1924 : à Tresmeur, une plateforme spéciale est érigée qui permet l'installation de deux rangées de cabines de bain.
- 1925 : établissement du lotissement de Lan Kerellec.
- 1928 : l'Ermitage Hôtel par l'architecte Henri Menet (43 chambres). Transformé en immeuble à logements.
- 1929 : établissement d'un syndicat d'initiative indépendant de celui de Lannion.
- 1929-1938 : les voies du quartier de Tresmeur deviennent progressivement carrossables.
- 1929 : Celtic Hôtel à Tresmeur, par l'architecte Jean Le Corre pour Joseph Le Boubennec, ancien employé de chemin de fer à Asnières devenu hôtelier à Trébeurden. L'hôtel contient à l'époque 60 chambres. Il a été transformé en immeuble à logements. Le toit terrasse a été supprimé. Il possède des mosaïques d'Isidore Odorico en émaux de Briare.
- 1929 : villa Mer et Falaise au sud de la plage de Tresmeur, par l'architecte James Bouillé.
- 1930 : à Tresmeur, installations de pontons flottants et de plongeoirs[216].
- 1931 : hôtel Printania à Tresmeur, par l'architecte Jean Le Corre. Il contient alors 70 chambres. En 1960, André Joppé, ancien avocat général à la cour d'appel de Paris, y fonde un centre nautique qui porte le nom de son fils, Philippe Joppé.
- 1933 : construction de la route de la corniche qui permet de relier le quartier balnéaire de Trébeurden à Trégastel.
- 1937 : villa La Frégate par l'architecte René Ronsin pour un négociant parisien, à Lan Kerellec.

(sources : les notices détaillées sont présentes sur le site de l'inventaire général du patrimoine culturel,,)

Patrimoine balnéaire : quelques hôtels et villas.
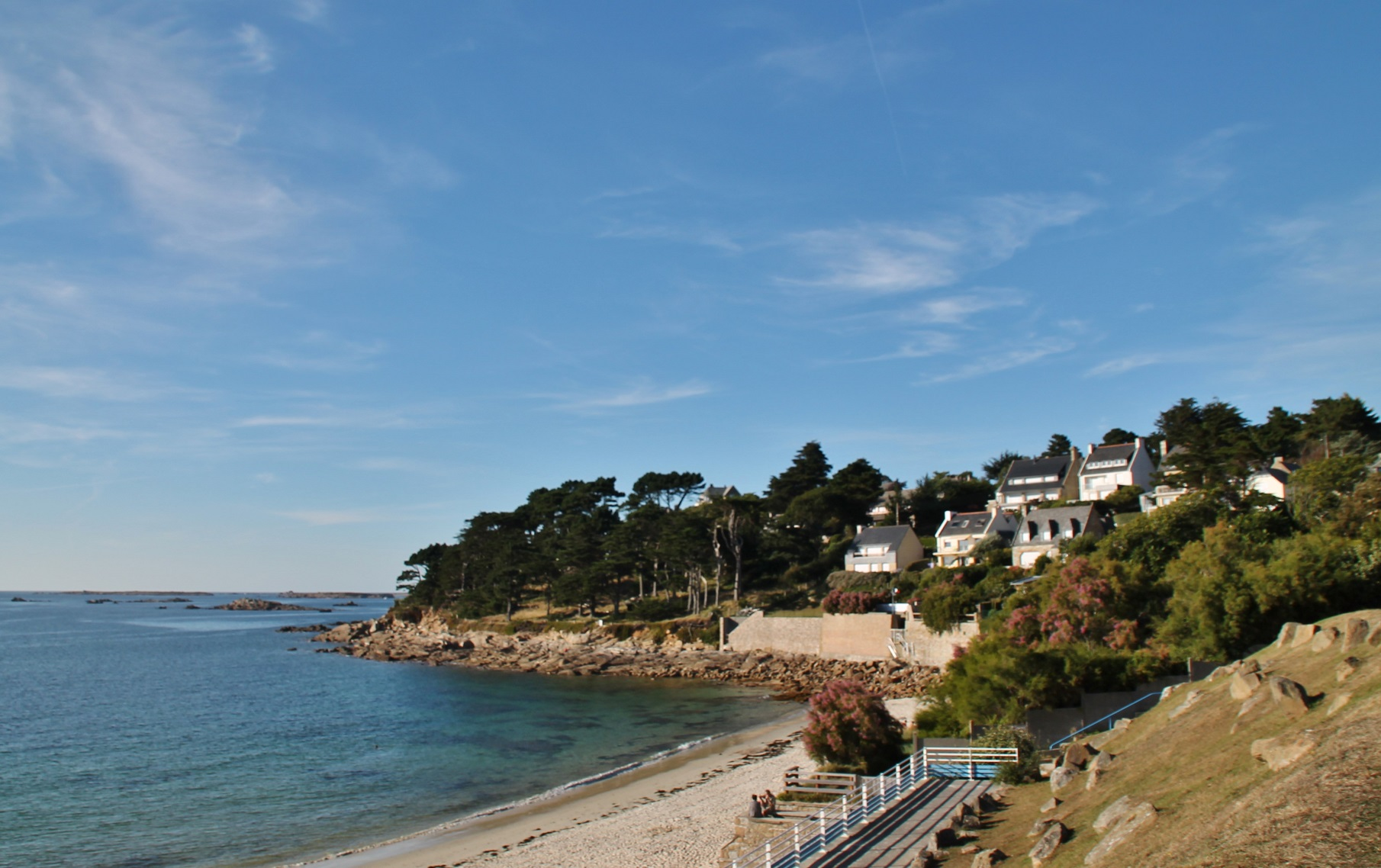
La pointe de Lan-Kerellec depuis Pors-Termen.
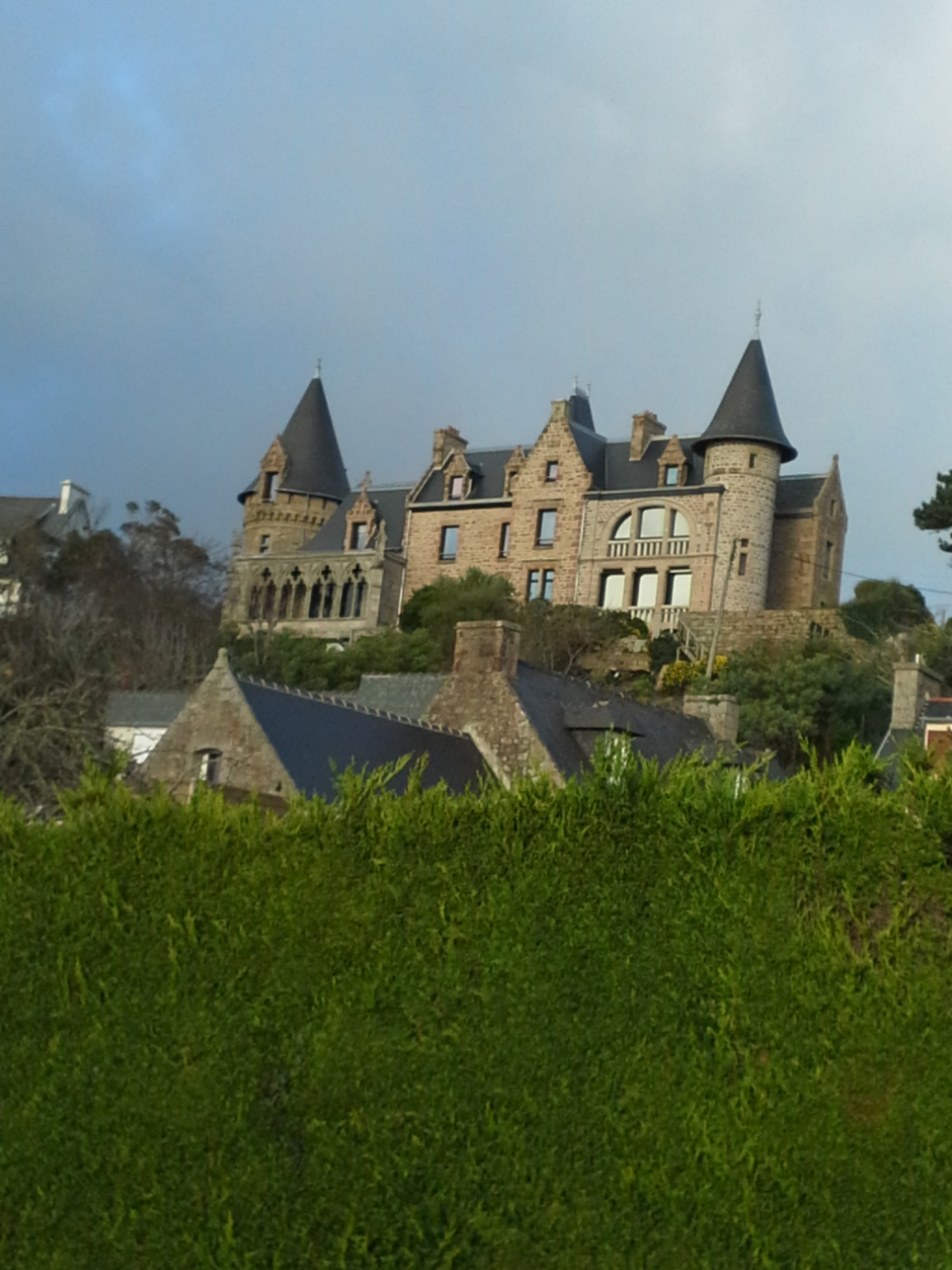
Villa Ker Nelly (1895)
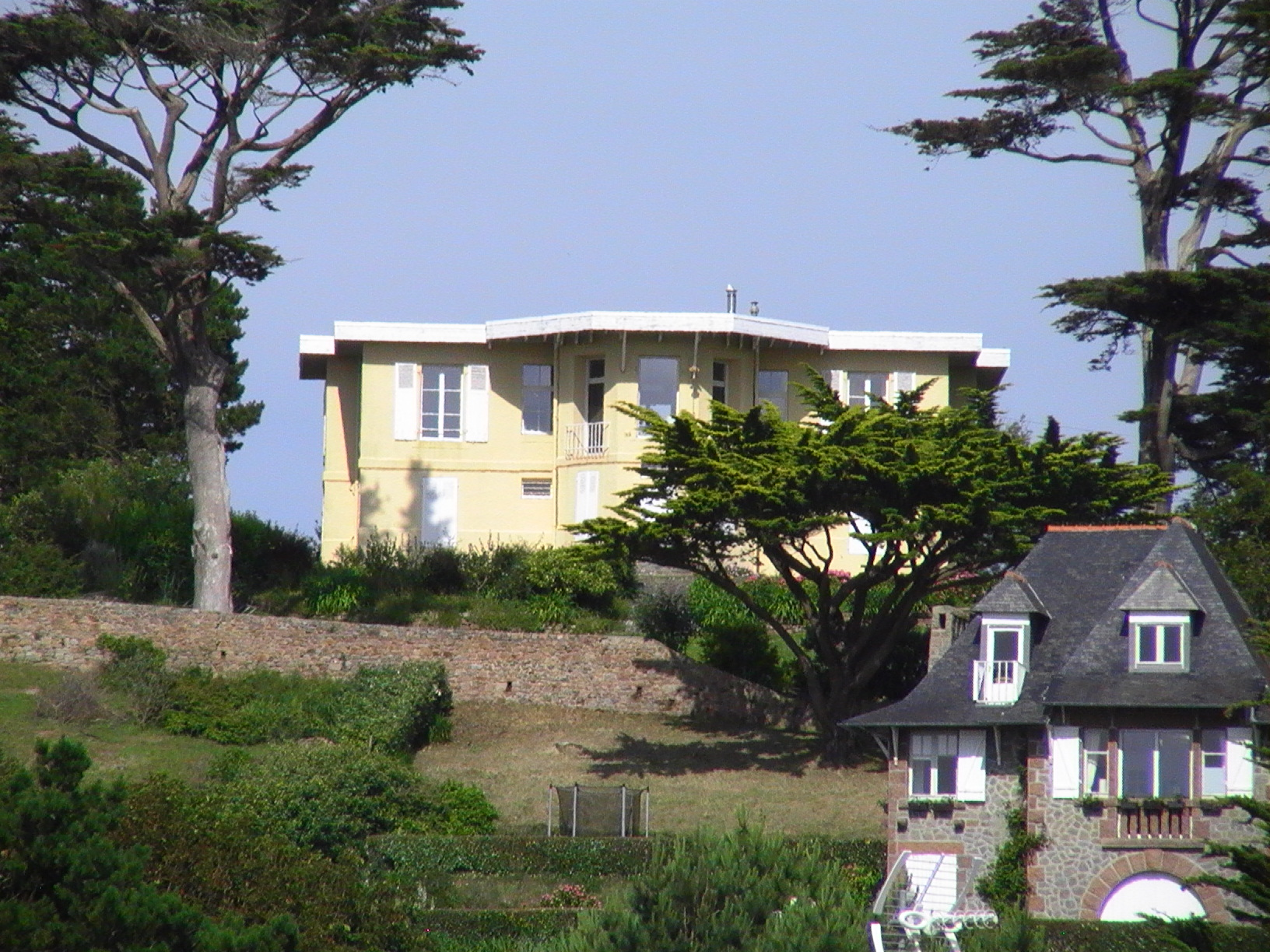
Villa Ty plad (1896)
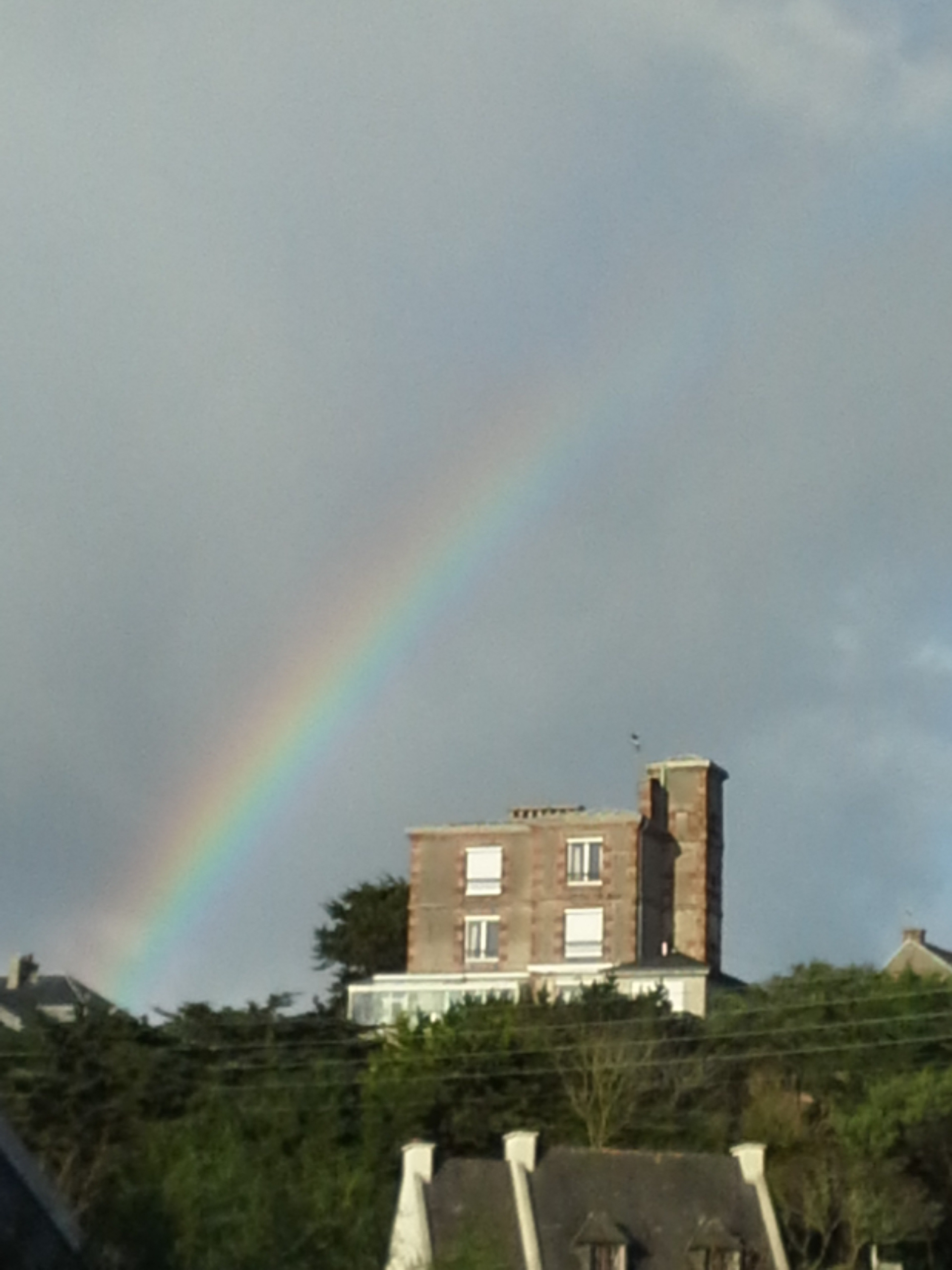
Villa Ker Woel (1897)
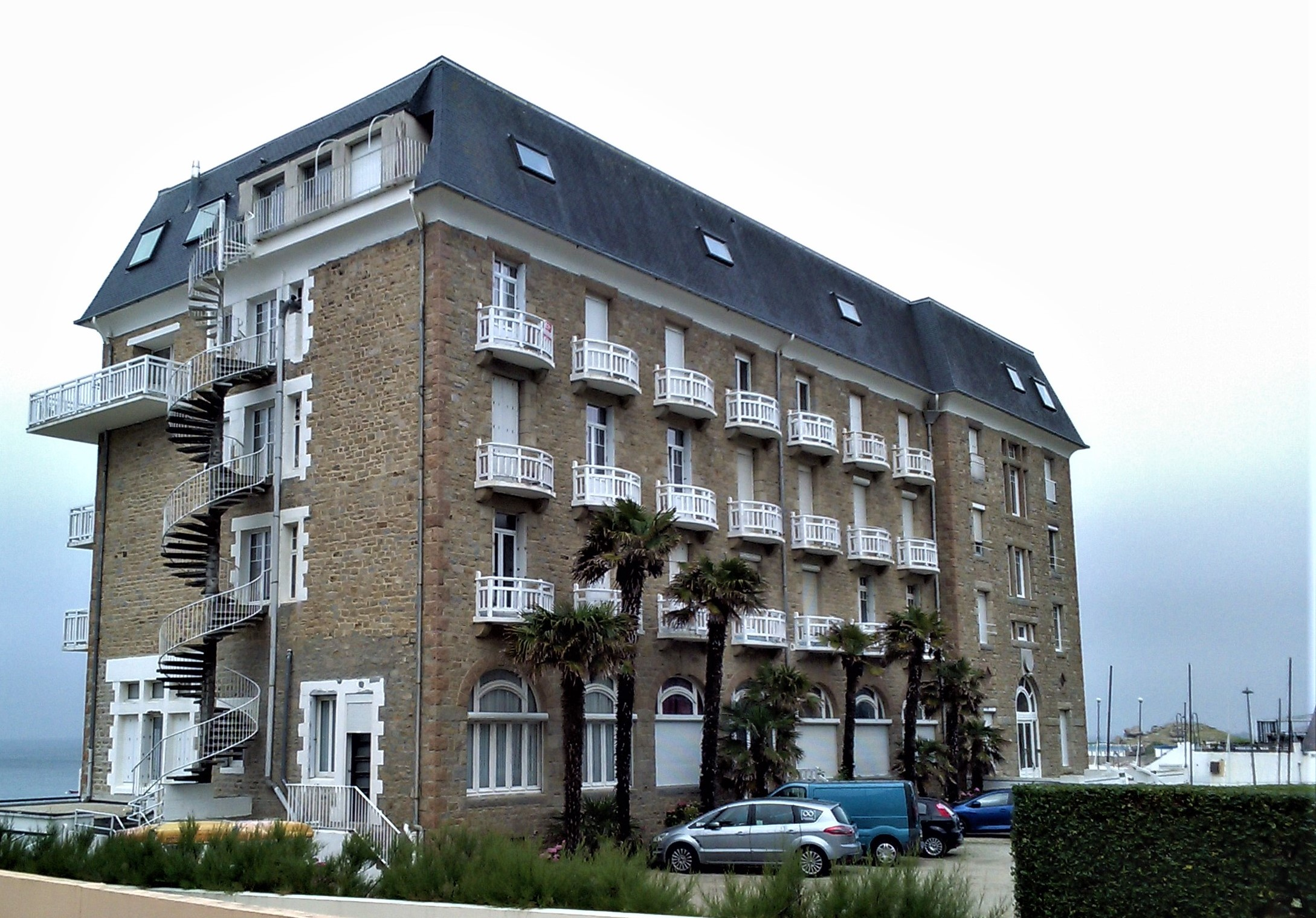
Ancien hôtel Celtic (1929)
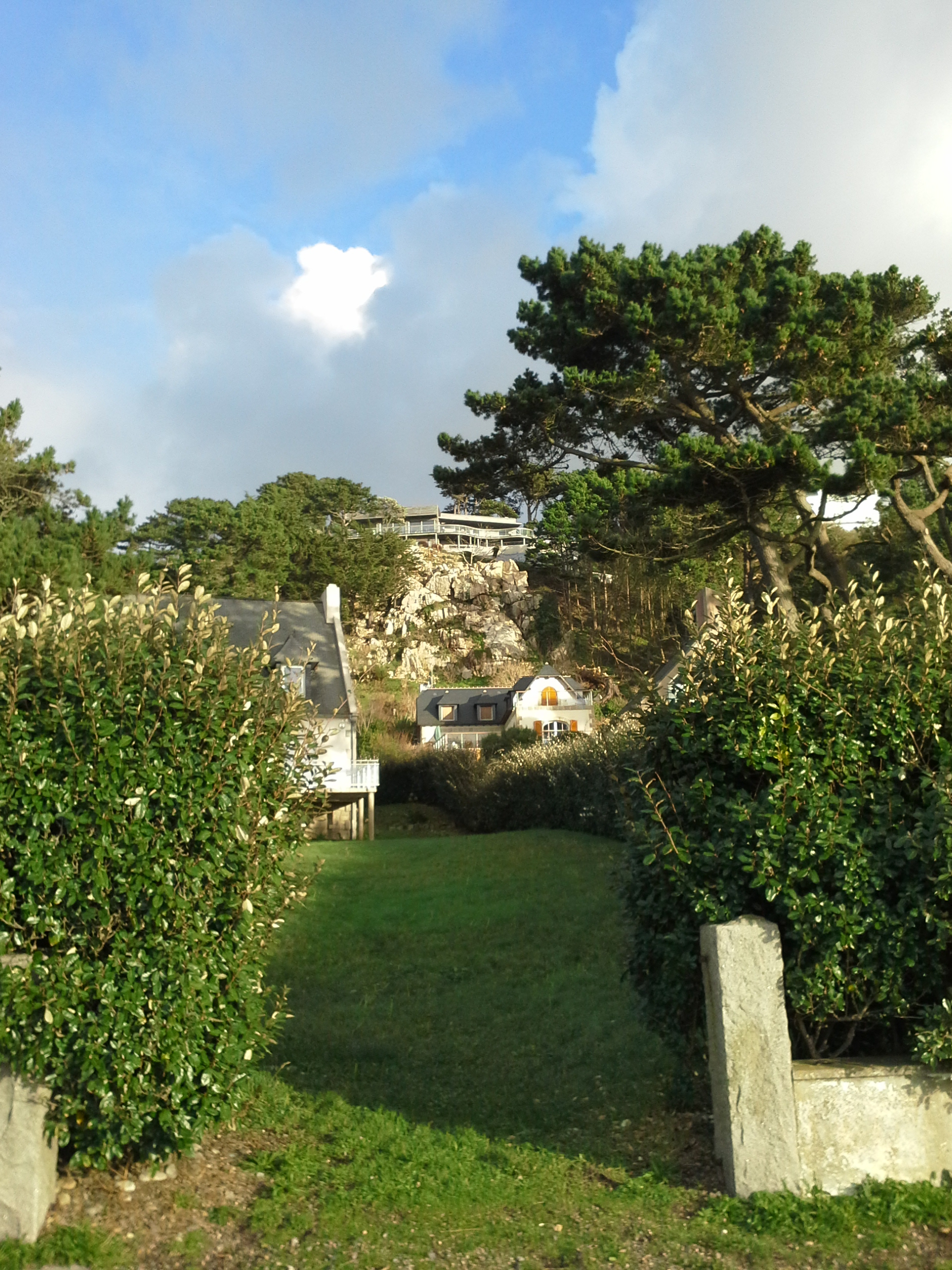
Villa sur la corniche vue de la promenade de Tresmeur
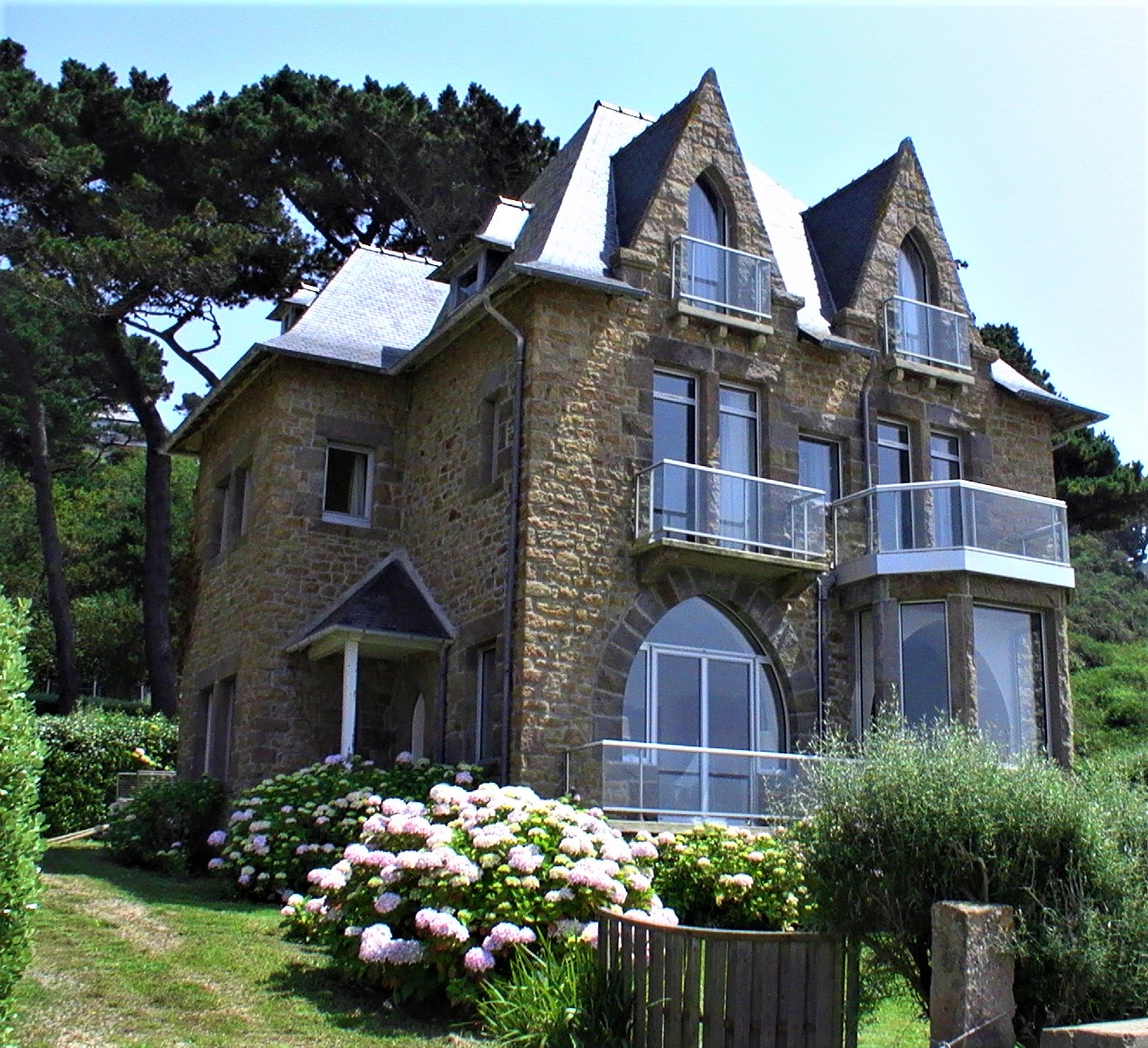
Villa Mer et Falaise (1929)
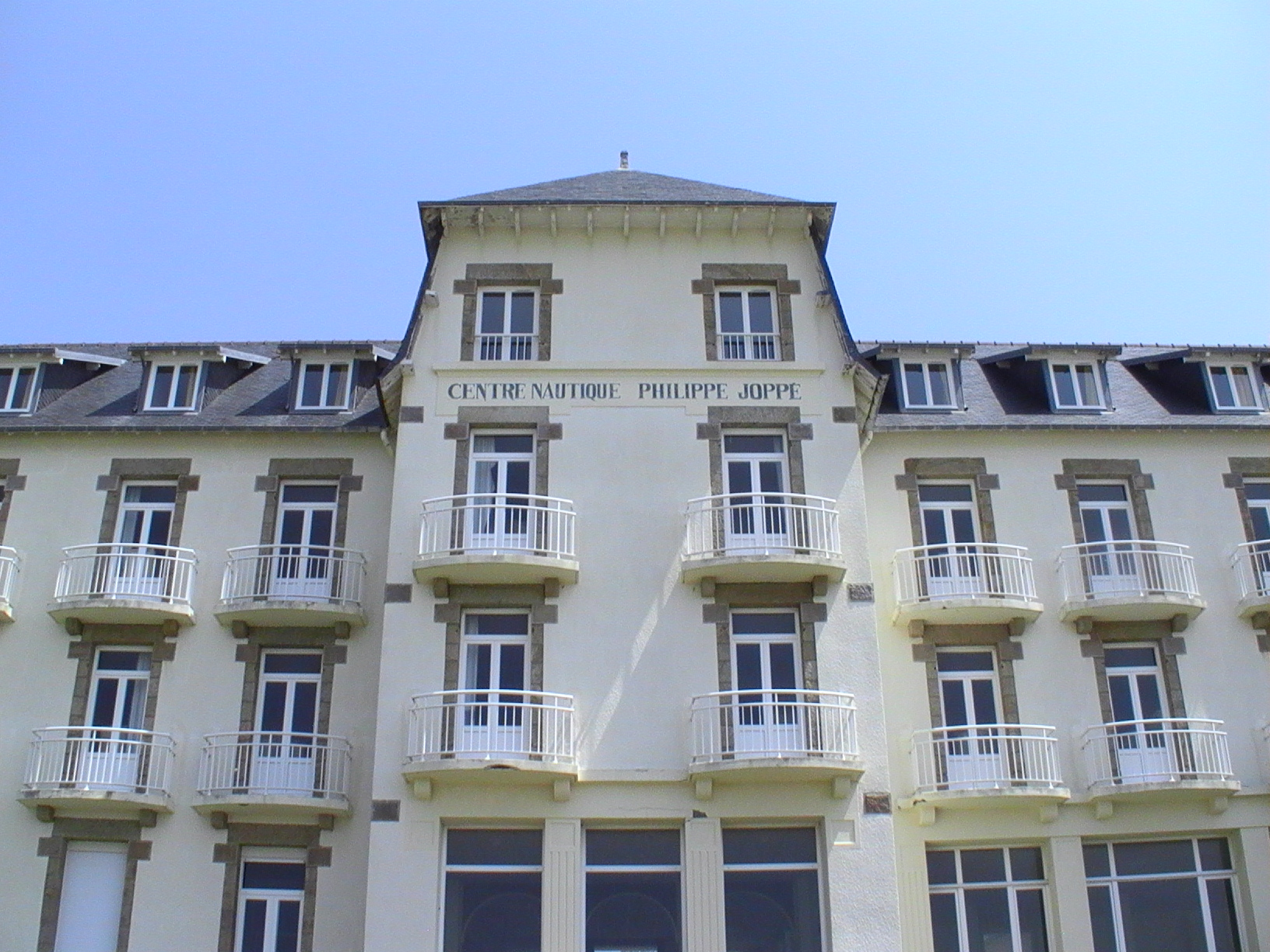
Ancien hôtel Printania (1931)
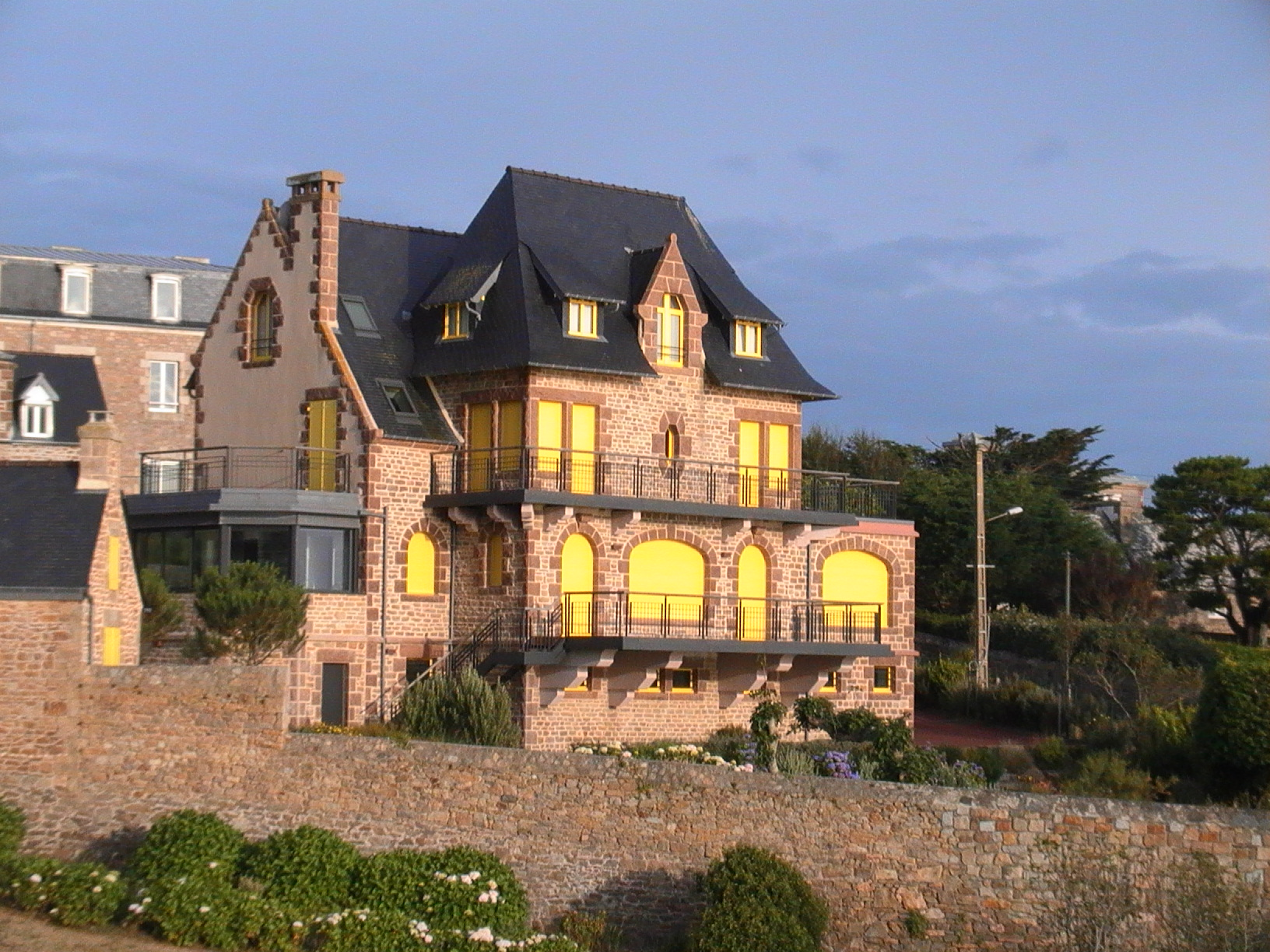
Villa Les Ajoncs (1933)

### Patrimoine civil
- Rue Pors-Termen, statue d'Aristide Briand par Armel-Beaufils,en 1932.

### Patrimoine religieux
- Église de la Sainte-Trinité

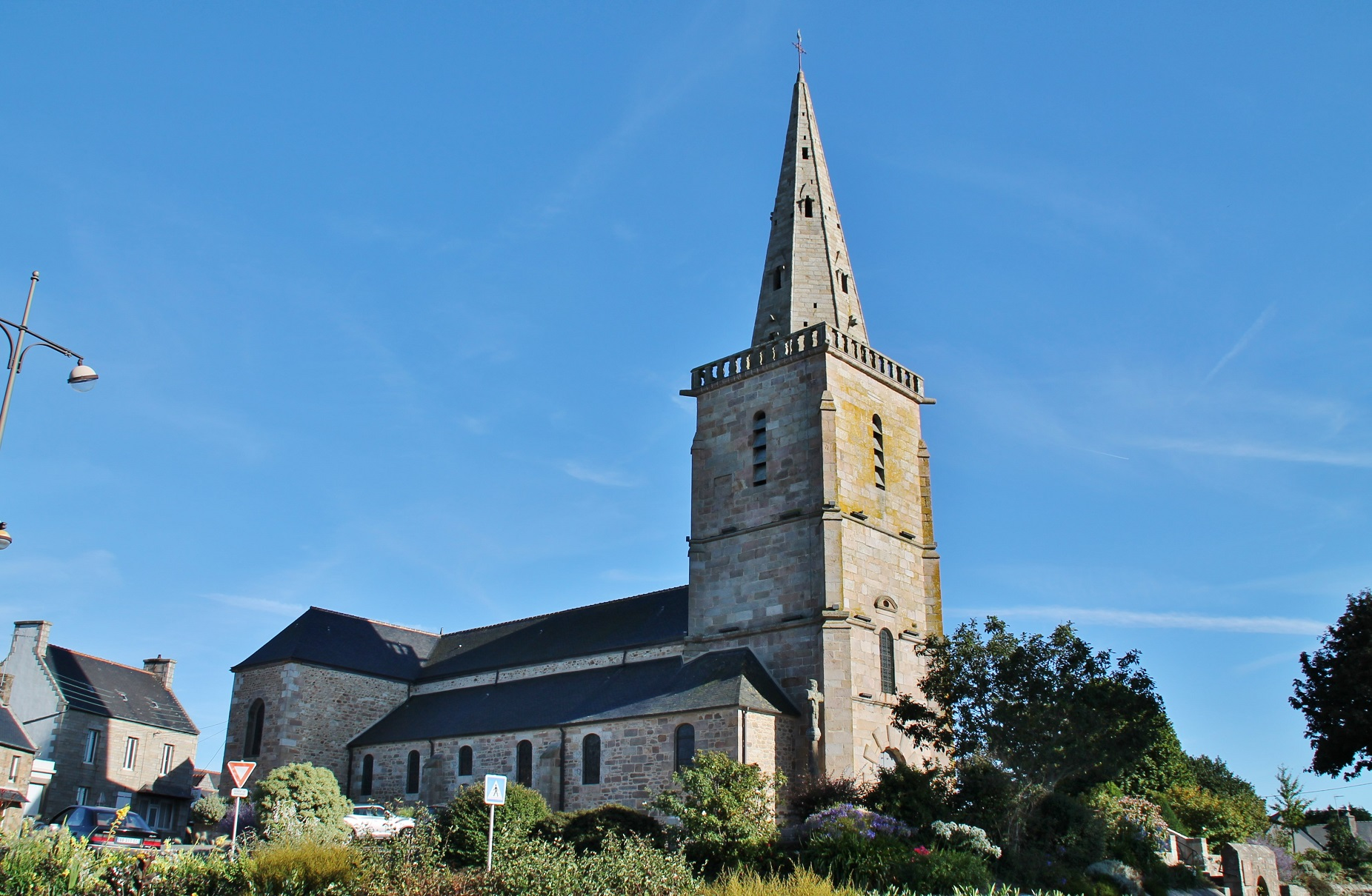
L'église de la Sainte-Trinité.

- Chapelle Notre-Dame-de-Bon-Secours de Penvern[220]
- Chapelle Notre-Dame-de-Bonne-Nouvelle[221]
- Chapelle Notre-Dame-de-Pitié

### Les peintres
Comme de nombreux lieux en Bretagne, Trébeurden a attiré les peintres, parmi lesquels :
- Maxime Maufra (1861-1918), ami d'Aristide Briand, peint un Soleil couchant à Trébeurden[222].
- Raoul André Ulmann (1867-1932). Le musée d'Orsay conserve une œuvre de cet élève de Bouguereau intitulée Grande marée à Trébeurden datant de 1909[223].
- Maurice Denis (1870-1943), célèbre résident de Perros-Guirec, a représenté Les baigneuses à Trébeurden en 1919[224].
- Alexandre Benois (1870-1960), passe ses dernières vacances bretonnes en 1939 à Trébeurden. Il y réalise de nombreuses aquarelles, parmi lesquelles celle de l'intérieur de la chapelle de Penvern[225],[226],[227].
- Henri Morisset (1870-1956), peint une Plage de Trébeurden, présentée au Salon de la Société Nationale des Beaux-Arts en 1922.
- Albert-Pierre-Marie Poignant (1874-1927), réalise deux panneaux marouflés représentant Tempête Été plage de Tresmeur Trébeurden et Calme plage de Tresmeur Trébeurden[228].
- Ernest Vauthrin (1878-1949), originaire de Rochefort, connu pour ses paysages maritimes, a représenté des maisons et un Moulin à Trébeurden[229].
- Louis Garin (1888-1959), passe ses vacances à Trébeurden à partir des années 1930, en particulier à l'hôtel Bellevue, où il réalise deux fresques représentant le port de Trébeurden et un pardon à la chapelle de Penvern.
- Antoni Garcia i Lamolla (1910-1981), peintre espagnol exilé du franquisme en France après la guerre d'Espagne, créateur du chemin de croix de l'église de Trébeurden[230].

### Personnalités liées à la commune

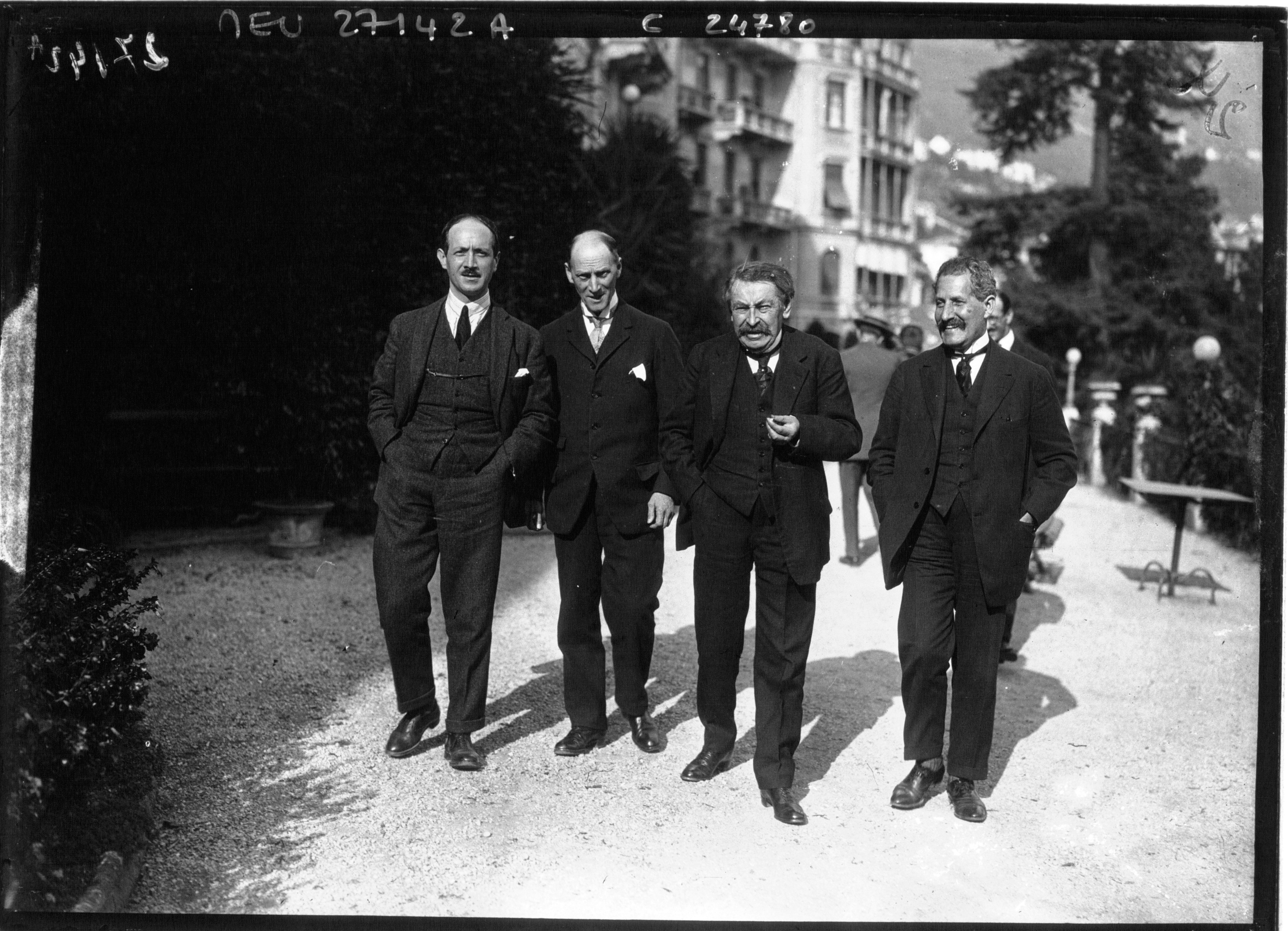
Saint-John Perse et Aristide Briand, les 1er et 3e à partir de la gauche, aux accords de Locarno en 1925. À la même époque, les deux hommes fréquentent Trébeurden.

- Eugène Anthiome (1836-1916), compositeur. Pendant près de quarante ans professeur de piano au conservatoire de Paris, il a à cette occasion Maurice Ravel pour élève. À la suite d'un passage à Trébeurden, il publie en 1894 une partition pour piano intitulée Plage bretonne : souvenir de Trébeurden, sous-titrée impression musicale. C'est un témoignage de la première vague de villégiature à Trébeurden[231],[232].
- Henri Mialaret, né le 2 août 1855 à Charleville-Mézières (Ardennes), descendant d'une famille de métallurgistes ("Les boulonneries de Bogny-Braux"), fit construire à Trébeurden le "château de Ker Nelly" en adjoignant à une maison achetée en 1896 des tourelles et une galerie inspirée du cloître de la cathédrale de Tréguier. Il fut, avec son associé, le sénateur Albert Gérard, parmi les premiers touristes â fréquenter Trébeurden. Il décéda le 25 février 1919.
- Charles Lemanceau (1905-1980), artiste sculpteur. De mère bretonne, il fait son service militaire à Saint-Brieuc en 1925, puis ouvre son atelier à Paris. Il y crée notamment des animaux en faïence craquelée pour la Faïencerie de Lunéville-Saint-Clément. Il retourne en Bretagne en 1967. Il meurt à Trébeurden en 1980[233].
- Aristide Briand (1862-1932), homme politique français. Onze fois président du conseil, vingt fois ministre, prix Nobel de la paix en 1926. À l'époque d'une intense activité politique, de 1920 à sa mort en 1932, il passe ses étés à Trébeurden auprès de sa compagne Lucie, Amélie Uro, dite Mme Jourdan. Le comte Anatole James vend le 26 juin 1911 l'Île Milliau à Lucie Jourdan, qui bénéficie des largesses de son protecteur Maurice Bunau-Varilla, propriétaire du journal Le Matin (celui-ci deviendra finalement le propriétaire de l'île en 1942)[234]. Durant cette période, Lucie Jourdan reçoit de nombreuses personnalités parisiennes dans sa villa Les Tamaris près de Pors-Termen et surtout dans sa maison de l'île Milliau construite en 1920. Le 24 septembre 1929, l'aviateur Joseph Le Brix survole l'île Milliau à 50 m d'altitude afin de saluer Aristide Briand, alors président du conseil, qui sort de la villa et fait des signes amicaux de bienvenue[235]. Afin de perpétuer la mémoire d'Aristide Briand, le Conservatoire du littoral a pris en charge la réalisation d'un pupitre d'information consacré à l'homme et son œuvre, à côté du monument qui lui est dédié depuis 1933[236], au-dessus de la plage de Pors-Termen, près de la villa où résida l'homme illustre[237].
- Marcel Coadou (1897-1985), as de l'aviation français de la Première Guerre mondiale. Il reçoit la croix de guerre avec six palmes et une étoile d'argent. Il réside dans le manoir de Trovern dans l'entre deux guerres. La propriété, occupée par des officiers allemands, est dans état dégradé quand il la vend en 1944. Durant l'occupation, ce voisinage ne l'empêche pas de fournir à la résistance des renseignements sur les défenses côtières de la région[238],[239].
- Jean David (1924-2013), écrivain. Prix Bretagne 1965. Résistant, il participe activement en août 1944 à la libération de Guingamp[240]. En avril 1945, jeune officier au sein de la Compagnie de Choc Bretagne, il participe également à la libération d'une des dernières poches de résistance allemande sur l'Atlantique : la pointe de Grave, où il est blessé. Des années soixante à sa mort en 2013, il partage sa vie entre Paris et sa maison de Trébeurden. Il fut également sénateur de l'Aube.
- Jean-Louis Hamon (1821-1874), peintre. Né à Plouha, il a 9 ans quand son père est nommé douanier à Trébeurden. Élève de Paul Delaroche, il obtient un grand succès à Paris et effectue plusieurs voyages en Italie et en Orient. À cette époque, il décrit Trébeurden tel qu'il l'a connu, vers 1830 : « Trébeurden est un pays aride et terrible. C'est au bord de la mer. Il y a des rochers, des îles, des presqu'îles, avec une pauvre végétation. Et cependant je n'ai jamais vu de côte plus belle, plus grandiose. Ce pays ressemble aux silhouettes, que je connais, d'études faites en Italie et en Grèce. Trébeurden, avec ses rochers partout, ses pierres druidiques et la petite maison de mon père, faite de pierres gigantesques, resta toujours dans ma mémoire : j'y fus heureux, il n'y avait pas d'école, j'étais libre»[241].
- Roger Le Flanchec (1915-1986), architecte. Né à Guingamp, l'homme a vécu la plus grande partie de sa vie personnelle et professionnelle à Trébeurden. À sa mort, ses archives ont été déposées à l'Institut français d'architecture par la Fondation Le Corbusier, exécuteur testamentaire. En 1996, son œuvre y fait l'objet d'une exposition intitulée Roger le Flanchec 1915-1986. Les manoirs futuristes. Le gentleman insoumis. La résidence Hélios a reçu le label Patrimoine du XXe siècle en 2011[242]. L'architecte passe les dernières années de sa vie dans son Inis Gwirin (île de verre), sur le toit-terrasse de la résidence Hélios avec une vue à 180° sur la mer et les îles de Trébeurden. Il est inhumé dans la commune.
- Paul Le Flem (1881-1984). Le compositeur trégorois disparaît le 31 juillet 1984 à Tréguier, à l'âge de 103 ans. Sa vie fut entièrement consacrée à la musique par la composition, largement reconnue, l'enseignement, à la Schola Cantorum, et la critique musicale par laquelle il participe à la reconnaissance d’Igor Stravinsky et Darius Milhaud. Entre les deux guerres, adepte des bains de mer, il vient régulièrement passer les étés à Trébeurden. Il y a laissé une trace par sa correspondance, conservée à la Bibliothèque nationale et à la médiathèque musicale Mahler[243],[244].
- Pierre Marzin (1905-1994), ingénieur et homme politique français. Polytechnicien, ingénieur de l'école supérieure des postes et télégraphes (ESPT) et de Supélec, il a été directeur général des Télécommunications de 1967 à 1971 et a été l'élément moteur du développement des télécommunications dans l'agglomération de Lannion dont il fut le maire. Grâce à lui, la région obtient l'implantation d'un établissement du centre national d'études des télécommunications, le CNET, aujourd'hui Orange Labs. Pierre Marzin a longtemps vécu à Trébeurden à Lan Kerellec. Son nom a été donné à l'ancienne rue du Stade[245].
- Georges Méliès (1861-1938), réalisateur. En 1925, le pionnier du cinéma est ruiné. Il quitte sa maison, brûle ou vend ses dernières bobines et s'installe chez son fils. En 1927, il retrouve une de ses comédiennes, marchande de jouets gare Montparnasse. Il l'épouse et tient boutique avec elle. Chaque été, il voyage en Bretagne. La cinémathèque française conserve une vingtaine de dessins représentant les paysages de Trébeurden où il s'est visiblement plu. De 1928 à 1931, il représente aussi bien les plages, le port, des chaos rocheux que la pointe de Bihit. Il représente aussi l'hôtel L'Hermitage, intérieur et extérieur, où il est probablement descendu[246],[247].
- François Mitterrand (1916-1996), homme politique français. En octobre 1971, le futur président de la République est invité par une amie à passer quelques jours dans sa villa surplombant la pointe de Bihit. Il y écrira quelques-unes des plus belles pages de La Paille et le grain, où il décrit longuement le paysage qu'il a sous les yeux[248],[249]. À l'occasion d'une interview du 7 octobre 1985 devant la presse régionale, il déclare : « Vous avez une beauté naturelle qui est très certaine. Je le disais tout à l'heure dans le Trégor, quand j'étais beaucoup plus jeune et que j'allais à Trébeurden ou à Perros-Guirec : on en prend plein la poitrine. C'est très beau[250]. ».
- Nikola Petrović-Njegoš (né en 1944), actuel héritier du trône du Monténégro, appelé « Nikola II » par les monarchistes, a ses attaches familiales à Trébeurden par sa mère, Geneviève Prigent. Architecte, il épouse à Trébeurden, le 27 novembre 1976, Francine Navarro (1950-2008), styliste de mode.
- Geneviève Prigent (1919-1990), infirmière orthoptiste, fut une pionnière de cette discipline. Elle fut également déléguée régionale de la Ligue des droits de l'homme et s'engagea très tôt dans la lutte pour la protection de l'environnement jusqu'à sa mort (cofondatrice de l'association Bevañ e Trebeurden, présidente de la Fapen 22). Une rue de Lannion porte son nom depuis 2009[251]. Son père François Prigent, chirurgien à Saint-Brieuc, médecin à l'hôpital complémentaire 99, à Trozoul, durant la guerre de 1914-1918, fait construire l'une des premières villas de Lan Kerellec. Elle épouse l'héritier du trône du royaume du Monténégro au début de la guerre. Ils participent à des actes de résistance dans la région de Guingamp. Elle est ensuite une figure de la communauté des réfugiés politiques à Paris dans l'immédiat après-guerre au point qu'on la surnomme alors « la princesse rouge »[252].

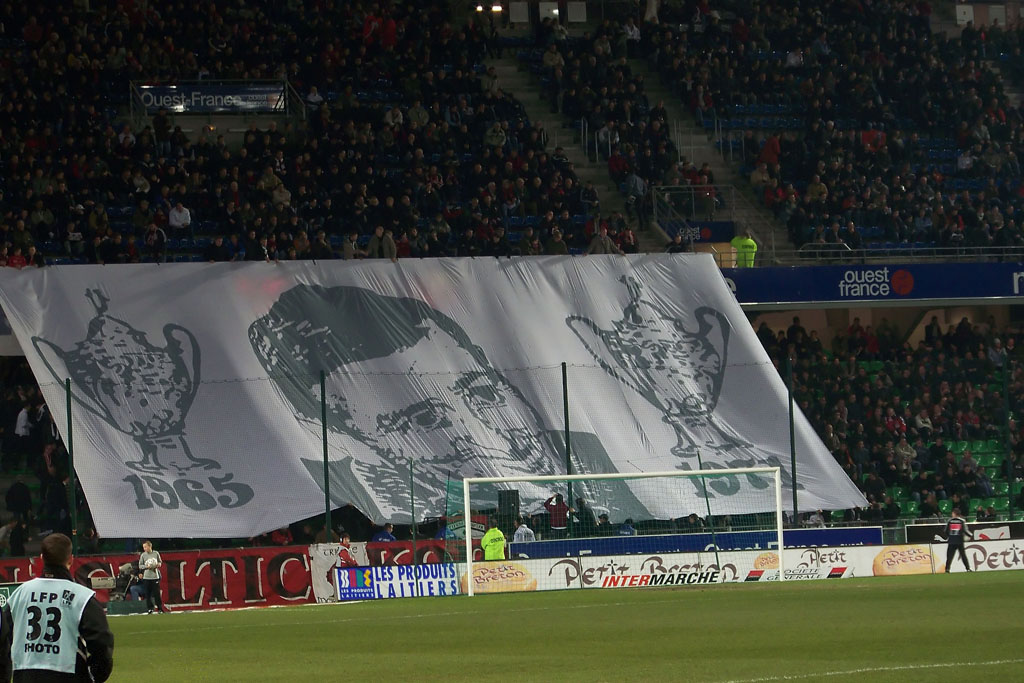
Hommage des supporters du Stade rennais à Jean Prouff le 23/2/2008, quelques jours après sa mort à Trébeurden.

- Jean Prouff (1919-2008), footballeur, entraîneur. « Le football breton lui doit beaucoup, le Stade rennais quasiment tout»[253]. Jean Prouff commence sa carrière de footballeur au Stade rennais et accède au statut d'international en 1946. Il passe les dernières années de sa vie à Trébeurden, où il meurt en février 2008
- Ernest Renan (1823-1892), écrivain et philosophe. Enfant, il effectue de nombreux séjours chez sa tante, madame Morand, au manoir de Trovern. Il le rappelle dans ses lettres du séminaire[254].
- Saint-John Perse (1887-1975), poète et diplomate français. Le jeune diplomate est secrétaire de la légation française de Pékin, quand il est remarqué par Aristide Briand en 1921. Ce dernier le fait rentrer dans l'administration ministérielle. En 1925, il deviendra son chef de cabinet. C'est aussi le début d'une amitié. Saint-John Perse viendra à Trébeurden à cette occasion. En 1957, de retour des États-Unis, il pense un moment acheter l'Île Milliau pour s'installer finalement dans une villa de la presqu'île de Giens[255].
- Kenneth White (1936-2023), écrivain, poète. Prix Médicis étranger 1983, Prix Bretagne 2006. L'Écossais extravagant, tel qu'il a pu se présenter lui-même, réside à Trébeurden depuis plus de vingt ans[256]. Il est l'auteur d'une œuvre vaste, érudite et poétique. Dans House of Tides (La maison des marées traduit de l'anglais), il observe, non sans humour, à la façon d'un entomologiste, les paysages, la faune, la flore et la population locale. On y croise aussi bien Segalen, Chateaubriand ou Faulkner qu'un géographe, un routard ou le pêcheur du coin[257].